# Matera
Matera város (közigazgatásilag comune) Olaszország Basilicata régiójában, Matera megyében, a Gravina di Matera partján.
A város nevezetessége a Sassi di Matera, a történelmi központot alkotó barlanglakásokból álló negyedek komplexuma, amely 1993 óta az UNESCO világörökségének részét képezi. A komplexumot a történelmi központ (olasz nevén Cività) valamint a Sasso Caveoso és a Sasso Barisano alkotja. A már az őskorban lakott barlanglabirintusokban még az 1950-es években is éltek emberek áram és víz nélkül, rettenetes higiéniai körülmények között. Ez volt Olaszország egyik legnagyobb nyomornegyede. Lakosainak a város modern városnegyedeibe való áttelepítése után a barlangváros állapota leromlott, mígnem az 1980-as években az olasz kormány programot indított megmentésére. 2019-ben Európa kulturális fővárosa volt.

## Fekvése
Matera Basilicata délkeleti részén, a Murgia fennsíkon fekszik. A Murgia a kréta korban alakult ki vastag mészkőlerakódásokból, ami elősegítette a változatos karsztformák kialakulását (dolinák, búvópatakok, barlangok stb.). A víz eróziója különleges morfológiai alakzatokat hozott létre, mint például a meredek szurdokvölgyek, amelyeket a gyorsfolyású patakok és folyók vágtak maguknak. Ezeket a helyiek gravináknak nevezik. Matera városa egy ilyen szurdokvölgy, a Gravina di Matera nyugati oldalán épült fel. A modern város kiterjed az óvárostól nyugatra és északra húzódó fennsíkra, amelynek neve Piano.

### Éghajlata

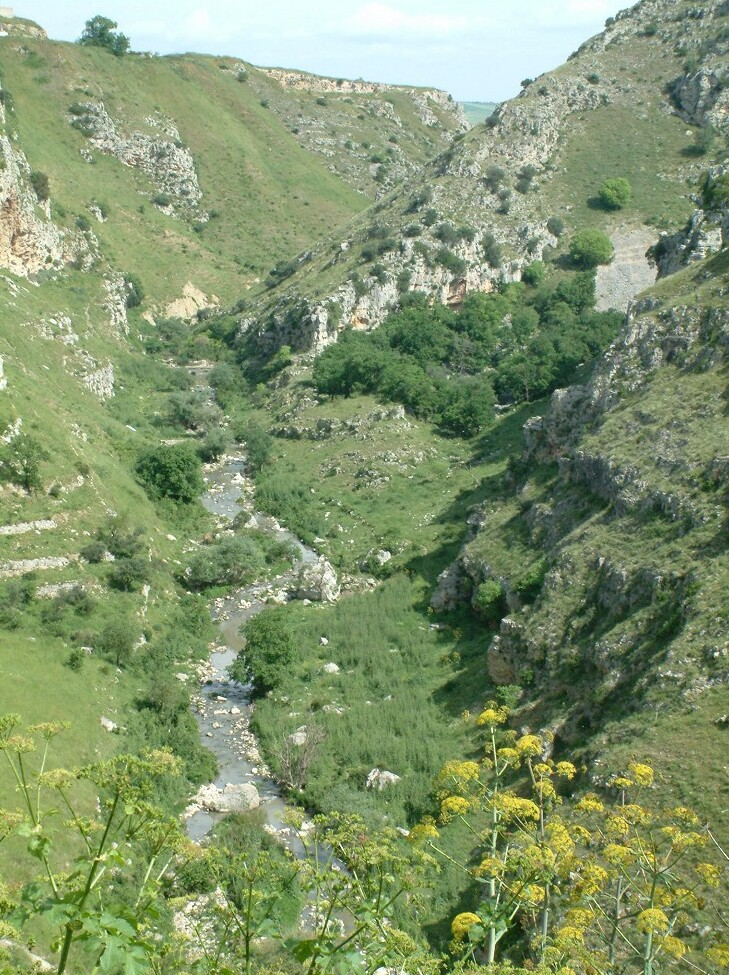
A Gravina di Matera szurdokvölgye

A városnak tipikus mediterrán éghajlata van: enyhe telekkel és forró nyarakkal. A legtöbb csapadék a téli hónapokban, hullik. A Köppen-féle rendszerben a Csa osztályba tartozik.
| Hónap                                                             | Jan. | Feb. | Már. | Ápr. | Máj. | Jún. | Júl. | Aug. | Szep. | Okt. | Nov. | Dec. | Év   |
| ----------------------------------------------------------------- | ---- | ---- | ---- | ---- | ---- | ---- | ---- | ---- | ----- | ---- | ---- | ---- | ---- |
| Átlagos max. hőmérséklet (°C)                                     | 6,0  | 6,3  | 8,5  | 11,8 | 16,9 | 20,6 | 24,0 | 24,1 | 20,8  | 15,7 | 10,9 | 7,4  | 14,5 |
| Átlagos min. hőmérséklet (°C)                                     | 1,7  | 1,6  | 2,9  | 5,5  | 9,9  | 13,3 | 16,1 | 16,4 | 13,9  | 10,0 | 6,0  | 3,0  | 8,4  |
| Átl. csapadékmennyiség (mm)                                       | 109  | 99   | 84   | 80   | 56   | 42   | 22   | 46   | 60    | 102  | 132  | 146  | 977  |
| Forrás: a latronicói (896 m) meteorológiai állomás adatai alapján |      |      |      |      |      |      |      |      |       |      |      |      |      |

## Nevének eredete
A város nevének eredetéről többféle feltételezés létezik. Egyes feltételezések szerint a meta (jelentése szikla), vagy a materies (jelentése faanyag) latin szavakból származik, de egyes kutatók a Mater Hera, azaz Gaia, a földanya latin nevéből is származtatják. Más vélemények szerint a város neve a görög mataiosz olosz-ból származik, melynek jelentése üreges (utalva a számos itt található barlangra). Mivel a rómaiak Matheolának nevezték, a nevét Quintus Caecilius Metellusszal is kapcsolatba hozták.

## Története

### Őskor és ókor
Az első emberek ezen a vidéken az alsó paleolitikumban jelentek meg. Valószínűleg az akkor gleccserekkel borított magasabban fekvő lukániai területekről érkeztek a Murgia vidékére. A régészeti kutatások Domenico Ridola vezetésével kimutatták, hogy a közeli barlangokat (Grotta dei Pipistrelli, Grotta alla Palomba, Grotta alla Serra Marina, Grotta alla Selva Venusio) ekkor már lakták, azonban tulajdonképpeni település csak a neolitikumban, az i.e. 6. évezred végén alakult ki, paliszáddal, védőárkokkal, ciszternákkal stb. Ennek központja a mai Cività és a Piazza San Francesco között volt. A feltárt régészeti leletek szerint az i.e. 3–2 évezredekben pásztornépek lakták, akikről valószínűsítik, hogy a Balkán-félszigetről érkeztek. A San Nicola dei Greci-templom környékén egy bronzkori település nyomaira bukkantak. Az ókor során a vidéket gyéren lakták, több kisebb település létezett, ezt a számos feltárt síremlék is bizonyítja. Sem a Magna Graeciába érkező görögök, sem pedig a rómaiak nem tulajdonítottak nagyobb jelentőséget a vidéknek, ugyanis kívül esett a főbb kereskedelmi útvonalakon, azon felül pedig stratégiai szempontból is kedvezőtlen helyen feküdt. A Via Appia megépítése, amely összekötötte Rómát Apulia kikötőivel, a közeli Acheruntia, Venusia és Melphe gyors fejlődését segítette elő, Matera vidékét azonban elkerülte. Római kori régészeti leletekre a katedrális környékén bukkantak. Ezek a császárkorból származnak. Ekkor Matheola néven volt ismert és a Regio II Apuliae et Calabria provincia része volt. A Római Birodalom felbomlását követően a terület előbb a gótok, majd a Bizánci Birodalom fennhatósága alá került. Elhanyagoltságát valamint jelentéktelenségét bizonyítja az a tény is, hogy nincsenek ebből a korból származó őskeresztény, sem pedig bizánci emlékek.

### A város kialakulása
A város kialakulásáról keveset tudni. Első említése 662-ből származik, amikor a longobárd Beneventói Hercegség része volt, mint fontos katonai előőrs, a hercegséget védte az Apulia felől érkező támadóktól (elsősorban kalózoktól és arab portyázóktól). 849-ben a Salernói Hercegséghez csatolták. Ebben az időszakban Matera helyén több kisebb pásztortelepülés, úgynevezett casale létezett. Az első várat, a Castelvecchiót a longobárdok építették fel a vidék legmagasabb pontján, a La Mottán. A 7–8. században bizánci szerzetesek érkeztek, akik a környékbeli barlangokban telepedtek le. A 9. században Bari környékéről érkező arab seregek ostromolták meg a civitas munitissimát (azaz az erődített várost).

### A város fellendülése

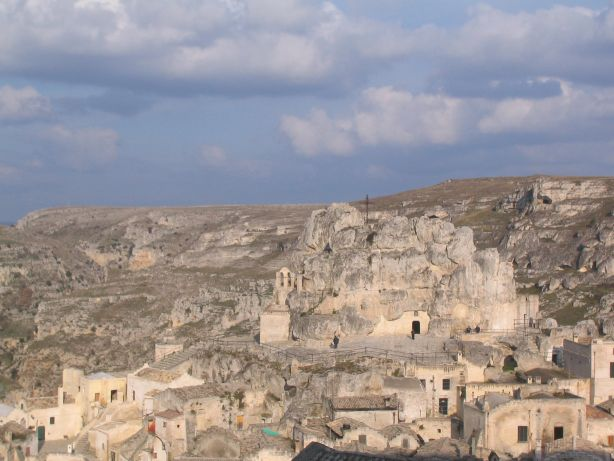
A Madonna dell’Idris-templom

A város fellendülése a normann hódításokkal kezdődött. 1042-ben Guglielmo Braccio di Ferro lett Matera első grófja. 1064-től kezdődően, Roberto dei Loffredi gróf uralkodása alatt stabilizálódott a város politikai helyzete és ugyanekkor vált Matera érseki székhellyé. 1082-ben épült fel a bencés Sant’Eustachio alla Cività-kolostor, amelyet 1092-ben II. Orbán pápa is felkeresett. A korabeli feljegyzések szerint a városban egy második kolostor is létezett, a Santa Lucia alle Malve. A 12. században a híres arab utazó, Idríszí is említést tett a nagyszerű és szép városról. 1133-ban, miután Alessandro Loffredi és Goffredo, Andria grófja sikertelenül megpróbálták megfosztani trónjától az uralkodó II. Rogert, a város királyi tulajdonba került. Ezt követően Ruggero Sanseverino, Tricarico grófjának tulajdonába került, majd a Stauf-ház uralkodása idején II. Frigyes fiának, Manfrédnak volt a birtoka. 1266-ban I. Anjou Károly szerezte meg. A 13. században számos templom épült, többek között a katedrális, a San Giovanni Battista, a San Domenico, a Santa Maria d’Armenis és a Santa Maria de Nova. A sassik első írásos említése 1204-ből származik.

### A feudalizmus kora
Materát 1349-ben a Tarantói Hercegséghez csatolták. Ebben az időszakban ferences és domonkos szerzetesek telepedtek meg a városban, és megalapították a San Rocco-ispotályt. A várost ekkor már várfal védte és a városszerkezetben már elkülönültek a Sassi és Cività negyedek (ez utóbbi a városfalakon belül feküdt). 1419-ben a város ismét királyi tulajdonba került, majd Giovanni Antonio Orsini del Balzo, Taranto hercege szerezte meg, akit azonban az uralkodó II. János arra kötelezett, hogy adja át Gilberto di Brunswicknak. Ennek halála után 1496-ban Giancarlo Tramontana szerezte meg, aki 1497. október 1-jén ünnepélyesen bevonult a városba. A gróf első rendelete egy várkastély megépítésére vonatkozott, ugyanis úgy ítélte meg, hogy a város falai nem nyújtanak kellő védelmet számára. A súlyos adóterhek alatt szenvedő materai lakosság 1514-ben fellázadt és elűzte a grófot. A város ekkor Antonio de la Layci de Ascrata spanyol nemes kezébe került, majd 1521-ben a gravinai herceg, Ferrante Orsini d’Aragona szerezte meg, aki 1577-ig birtokolta, amikor 48 000 aranydukátért eladta a királynak. Ebben az időszakban épültek fel a város legszebb palotái, a Palazzo Firrao, Palazzo dei Malvezzi, valamint a Palazzo dei Santoro. 1450 és 1500 között albánok és szerbhorvátok telepedtek le a Sasso Caveosóban. Az 1500-as évek végére a városnak kb. 17 ezer lakosa volt, annak ellenére, hogy az 1529-es, 1562-es és 1567-es járványok megtizedelték lakosságát. Pénzhiány miatt a várost eladták, és királyi tulajdonból ismét nemesi családok birtokába jutott. 1645-ben a város lakossága ismét fellázadt az uralkodó nemesi családok ellen. Ekkor került át a lakosság tulajdonába és vált önálló várossá. 1663-ig a Terra d’Otranto része volt. Ezt követően a Terra di Bari része lett, valamint a Regia Udienza Provinciale di Basilicata székhelye. Ebben az időszakban, amikor Basilicata székhelye volt, számos közalkalmazott telepedett le a városban, akik szintén hozzájárultak annak fejlődéséhez. Számukra épült fel a Recinto nevű negyed. A városi nemesek a katedrális környékén, valamint a Via Duomo mentén építették ki palotáikat, éles kontrasztban Sasso Caveoso és Cività nyomornegyedeivel. 1799-ben a tiszavirág-életű Parthenopéi Köztársaság Materában is támogatókra lelt, a Sasso Caveoso és a Cività lakói fellázadtak a király ellen, sikertelenül.

### A 19. század
1806-ban Joachim Murat átszervezte a Nápolyi Királyság adminisztrációját és felszámolta a feudalizmust. Materából Basilicata provincia székhelyét áthelyezték Potenzába. A hivatalnoki réteg távozása erőteljesen hozzájárult a város hanyatlásához, ezt erősítette még az 1816-os járvány, amely megtizedelte a lakosságot. Az egyházi birtokokat felszámolták és eladták a tehetősebb lakosoknak. A Bourbon-restaurációt követően ismét megnőtt a feudális urak hatalma, a város lakossága (elsősorban a sassikban élő parasztság) hiába követelte a nagy latifundiumok felosztását, erre nem került sor. Ez volt az 1848-as forradalom idején is a lakosság kívánsága. 1860-ban, amikor Giuseppe Garibaldi seregei egymás után foglalták el a déli településeket, Materában ismét fellángolt az ellentét a nemesség és a lakosság között. Egy hirtelen népgyűlésen elítélték és kivégezték a város leggazdagabb nemeseit, Francesco Gattini grófot és Francesco Laurent-et.
1860 után, miután Garibaldi és II. Viktor Emánuel szárd–piemonti király egyesítették egy korona alatt az Appennini-félsziget olasz államalakulatait, a város egyre rohamosabban hanyatlott. Noha az új államvezetés részlegesen teljesítette a materai lakosság kéréseit és földhöz juttatta őket, a pénzhiány és a terméketlen talaj miatt még a legszükségesebbeket is nehezen tudták előteremteni. Gazdasági szempontból a déli országrészek, így Matera is, nem tudták felvenni a versenyt az északi, Pó-alföldi városok gazdaságával. A helyzetet tetőzte, hogy az elégtelen higiéniai feltételek miatt a malária többször is felütötte a fejét a városban. 1902-ben háromszáz munkás Luigi Lopefido (ismertebb nevén Monaco Bianco, azaz fehér szerzetes) vezetésével felkelést szervezett. A sok emberéletet követelő lázadás felhívta a figyelmet Matera és a déli települések hátrányos helyzetére és 1904-ben az olasz parlament kiadta a 104-es törvényt a lukániai települések megsegítésére.

### A 20. század
A 20. század elején Materának körülbelül 17 000 lakosa volt, közülük körülbelül 13 000-en éltek a sassikban. A város vízellátását ekkor mindössze egyetlen városi kút biztosította. Az első vasútvonal, amely összekötötte Altamurával, 1912-ben épült meg (Ferrovie Calabro-Lucane). A sassikat átszelő kis patakokat befedték, új utcákat alakítva ki (Via Fiorentini, Via Buozi és Via D’Addozio). 1923 és 1926 között a városvezetés elhatározta egy családi házakból álló negyed felépítését Venusióban (a város egyik frazionéja), a lakosságot azonban nem sikerült átköltöztetni a barlanglakásokból. 1927-ben Matera lett az azonos nevű megye székhelye, ezek után indult meg a város rendezése és fejlesztése. Ekkor épült meg a város főutcájának számító Via Madonna delle Virtù, valamint ekkor épült ki a szennyvízhálózat.
A második világháború után Carlo Levi hívta fel a figyelmet a városra a Krisztus megállt Ebolinál című könyvével. Ebben említést tett arról, hogy Matera lakosságának közel 70%-a barlanglakásokban él, együtt háziállataikkal, ivóvíz és csatornázás nélkül. Palmiro Togliatti igazságügyi miniszter országos szégyennek nevezte Materát, ami elvezetett az 1952-ben kiadott 619-es számú kormányrendelet elfogadásáig, amely kimondta új városnegyedek építését és a lakosság teljes áthelyezését a sassikból. Az új negyedeket Olaszország legnevesebb építészei tervezték: Luigi Piccinato és csapata tervezte meg a Serra Venerdi valamint a Borgo Venusio negyedeket, Carlo Aymonino pedig a La Nera és a Spine Bianche negyedeket. Ugyanakkor elrendelték az összes barlanglakás befalazását, megakadályozva ezzel a visszatelepüléseket.
Miután 1965-ben néhány épület összeomlott, az államvezetés kiadta a sassik megőrzésére vonatkozó 126-os számú rendeletet. További rendeletben meghatározták a sassik kulturális, régészeti és népművészeti fontosságát. Az olasz állam több milliárd lírával támogatta a sassik megőrzését, majd 1986-ban megalakult az Ufficio Sassi nevű szervezet, mely átvette az államtól ezeket a feladatokat. 1993-ban az UNESCO a világörökség részévé nyilvánította a materai sassikat, melyek ma Olaszország legnagyobb szabadtéri múzeumát alkotják.

## Demográfia

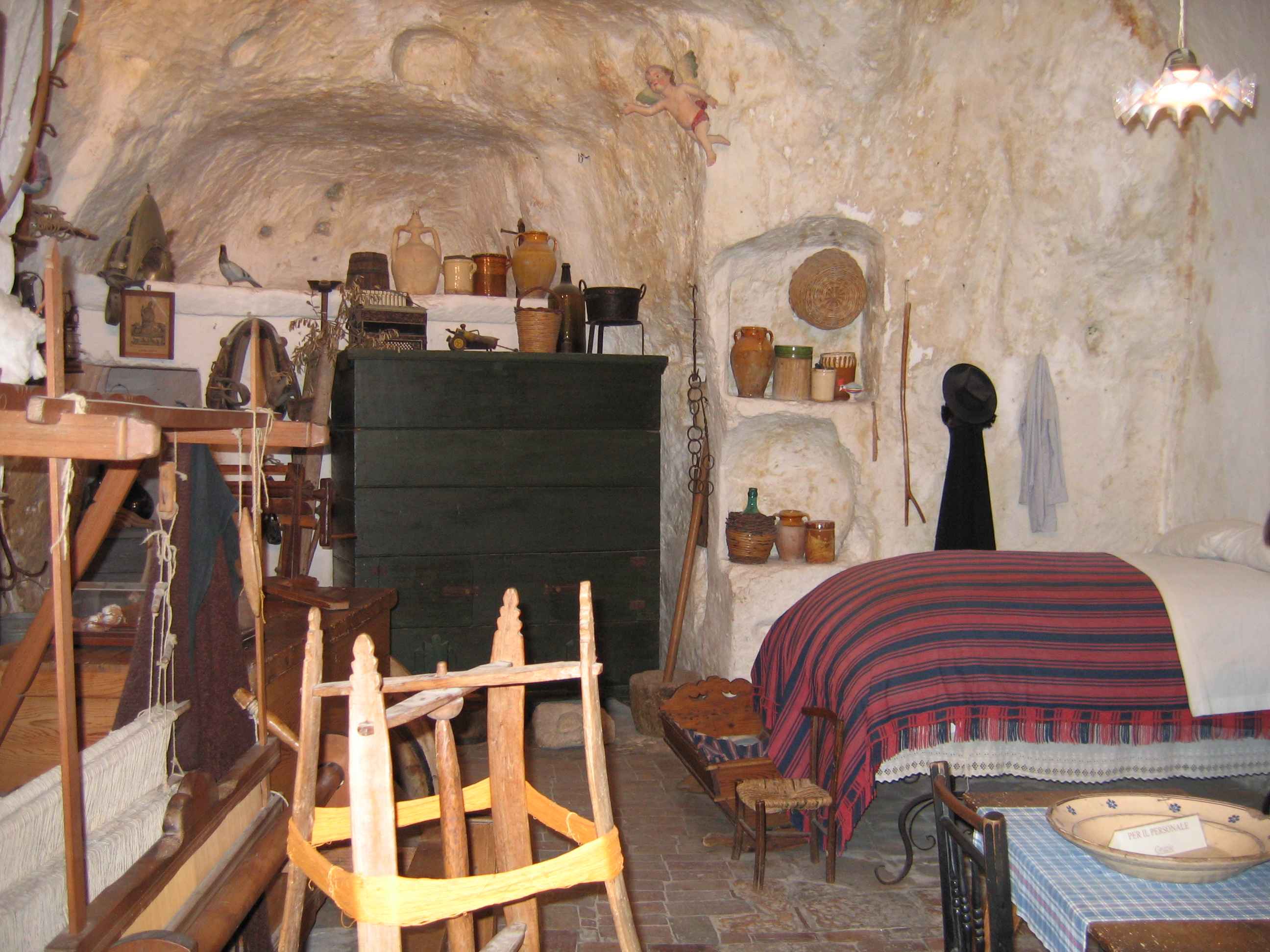
Egy barlanglakás belsője berendezve

A város lakossága 2008. január 1-jén 60 171 fő volt, ebből 29 463 férfi és 30 708 nő.
A lakosság kor szerinti megoszlása:.
- 0–14 év között: 8906 fő (ebből 4523 férfi, 4383 nő),
- 15–64 év között: 40 781 fő (ebből 20 241 férfi, 20 540 nő),
- 65 év felett: 10 484 fő (ebből 4699 férfi, 5785 nő).

A népesség számának alakulása:
2007-ben a lakosság 2,35%-a, azaz 1415 fő (646 férfi és 769 nő) volt bevándorló. Származási helyük szerinti megoszlás::
| - Kína: 413 - Románia: 262 - Albánia: 122 - Marokkó: 107 - Ukrajna: 69 - Lengyelország: 52 | - Tunézia: 44 - Brazília: 38 - Bulgária: 35 - Szerbia: 25 - Eritrea: 25 - Franciaország: 15 | - Spanyolország: 14 - Egyesült Királyság: 13 - Németország: 11 - Csehország: 11 - Szudán: 11 |

### A materai dialektus
A materai nyelvjárás (saját elnevezése u matarràs, olaszul il materano) a délolasz dialektuskontinuum középső csoportjába tartozik, és főként a pugliai dialektusokkal, különösképpen a barival és a tarantóival mutat hasonlóságot. Legfőbb sajátosságai közé tartozik a magánhangzók erőteljes redukciója, illetve az olasztól merőben eltérő magánhangzórendszer (pl. az olasz i helyén a materaiban u áll és fordítva: la burr – olasz la birra – ’a sör’, u birr – ol. il burro – ’a vaj’; az olasz hangsúlyos a-nak e, olykor o felel meg: u ppen – ol. il pane – ’a kenyér’, la momm – ol. la mamma – ’az anya’ stb.)

## Városkép
Matera az észak-dél irányban folyó Gravina di Matera szurdokvölgyének meredek, nyugati partján épült fel. A régi város központja a Piazza Duomo (Dóm-tér), ami egyben a Cività városrész központja is. Ettől északra található a Sasso Barisano, amelynek központja a Piazza San Pietro Barisano, délre pedig a Sasso Caveoso, amelynek központja a Piazza San Pietro Caveoso. A sassikat girbegurba, labirintusszerű kis utcák és lépcsősorok szelik át. Mindössze néhány utca alkalmas autós közlekedésre. A Sasso Barisano főutcája a Via Fiorentini, ami egy korábbi patak befedésével jött létre. A Civitàt kelet-nyugat irányban a Via Duomo szeli át, a Sasso Caveosót pedig a Via Buozzi, amely szintén egy patak befedésével jött létre. A szurdokvölgy meredek lejtőjén a Via Madonna delle Virtù halad végig, ahonnan csodálatos kilátás nyílik a völgyre illetve a szemben fekvő part kezdetleges barlanglakásaira. A középkori város nyugati határát a Via Ridola - Via del Croce - Via San Bagio tengely alkotja, amely mentén a mai város három legfontosabb tere található: Piazza Pascoli, Piazza San Francesco, Piazza Vittorio Veneto. Ez utóbbi a városi közlekedés csomópontja is. A modern Matera a sassiktól nyugatra és északra terül el.

### A Piazza Vittorio Veneto és környéke

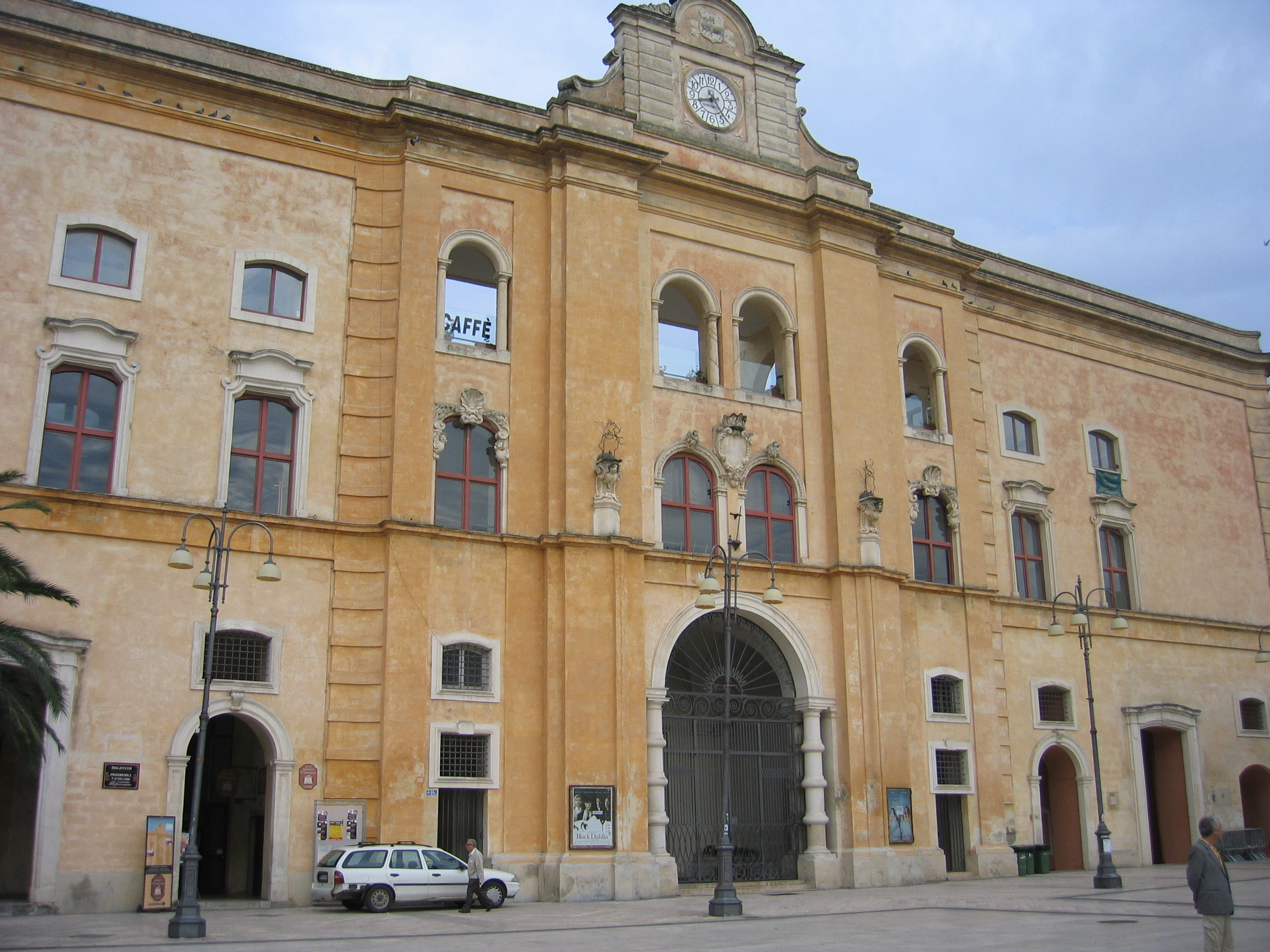
Palazzo dell'Annunziata

A Piazza Vittorio Veneto a mai Matera központja, amely elválasztja a modern várost az óvárostól. A tér közepén egy szökőkút áll, valamint Benedetto d’Amore 1926-ban készült emlékműve az első világháború hőseinek emlékére. A tér meghatározó épületei:
- Palazzo dell’Annunziata
- San Domenico-templom
- Materdomini-templom

A Piazza Vittorio Veneto 1880-as átépítésekor bukkantak rá az egykori bencés Santo Spirito-barlangtemplomra. Valószínűleg a 10. század elején épült. Az egykori építményből fennmaradt az aula, melyet lakásként is használtak a szerzetesek, valamint a tufába vájt szentély. A fennmaradt falfestmények közül a legértékesebb a Szent Zsófiát ábrázoló. A templom a bencésektől a máltai lovagrend tulajdonába került, akik egy Szűzanya-jelenés tiszteletére felépítették helyén a Materdomini-templomot. A tér alatt található a palombaro, a város víztartálya, amely 65 000 m³ víz befogadására volt képes. A tufába vájt tartály mennyezetét masszív oszlopok tartják, melyek magassága eléri a 15 métert. A falak vízszigetelését háromrétegű habarccsal, úgynevezett cocciopestóval oldották meg. A víztartályt a 19. század végéig használták.

### A Via del Corso és környéke

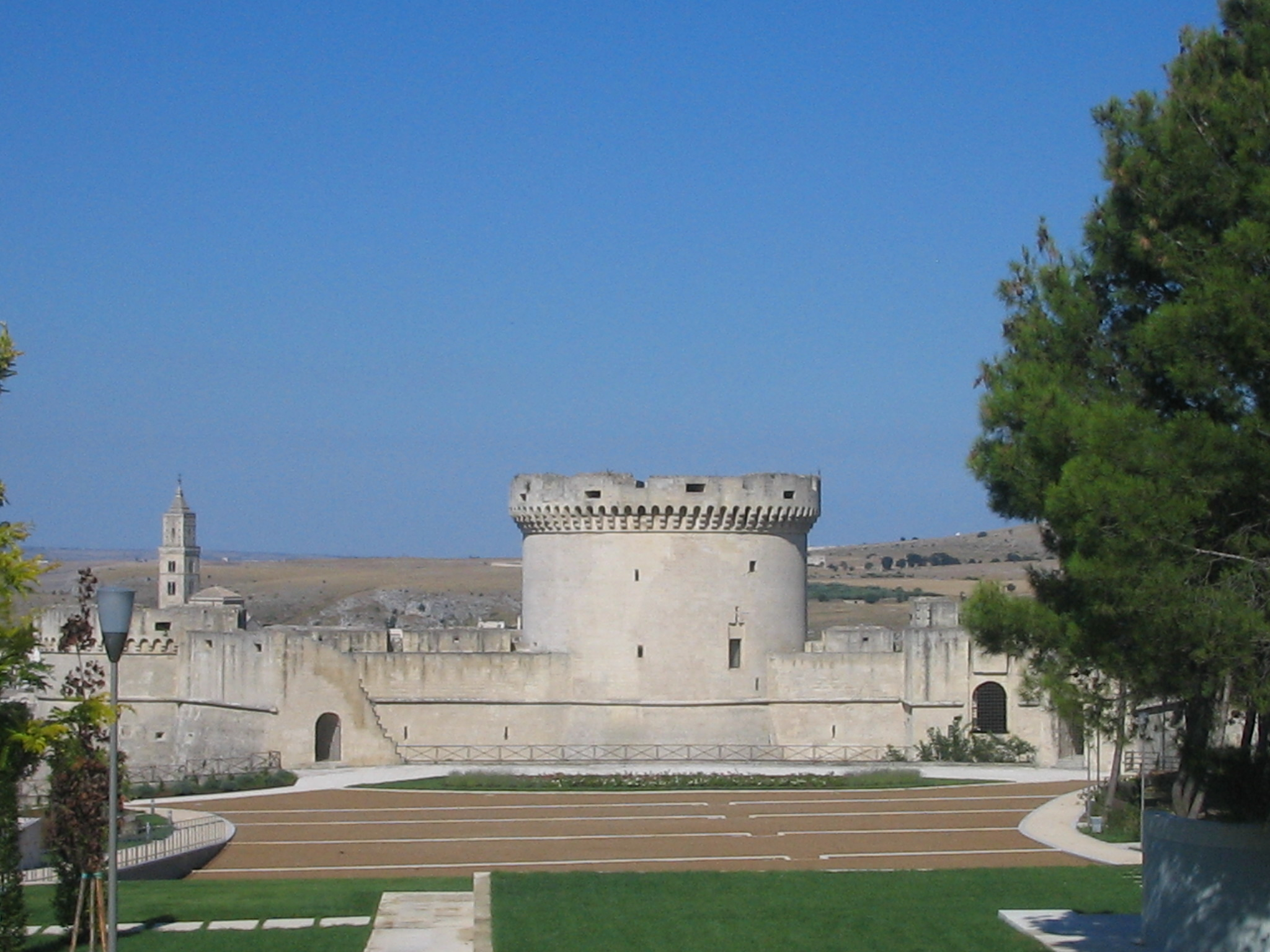
Castello Tramontano

A Via del Corso a modern Matera főutcája. Az óváros nyugati oldalán halad a Piazza Vittorio Veneto és a Piazza Pascoli között. Modern épületei közül kiemelkedik a Sante Lucia e Agata-templom, melyet a 18. század végén építettek bencés szerzetesek. A bencések a Cività falain belül kaptak telket, ami azonban szemetes és egészségtelen volt, valamint a lakosság is fogyóban volt a folyamatosan tomboló járványok miatt. Emiatt a városvezetéstől egy új, kedvezőbb fekvésű telket kértek. Mivel a városvezetés több mint egy évet késlekedett a válaszadással, a szerzetesek, keresztekkel a kezükben az utcára vonultak. Emiatt ki is tilthatták volna őket a városból, viszont a lakosság felkarolta ügyüket, és hozzásegítette őket, hogy megvásároljanak egy palotát, amelyhez kert és kápolna is tartozott. A szerzetesek 1785-ben kezdték el új templomuk építését ezen a helyen.
A Castello Tramontano az óvárostól nyugatra eső La Nera nevű magaslaton épült fel. Építtetője Giancarlo Tramontano gróf, a nápolyi királyok helyi helytartója volt. Az ő feladata volt a helyi bárók (Sanseverino, Orsini del Balzo) hatalmának a megfékezése. A gróf rossz hírnévnek örvendett a városi lakosság körében, elsősorban kegyetlenkedései valamint kivetett adói miatt. A várat saját maga és családja védelmére kezdte el építeni. A nápolyi Castel Nuovo mintájára tervezték, azonban a gróf korai halála (1514-ben meggyilkolták) miatt nem sikerült befejezni. A vár jellegzetessége a három kör alakú torony. A várat körülvevő védőárkot az utcák kiszélesítése során feltöltötték. Stratégiai ponton épült, ellenőrizni lehetett innen a városba vezető főbb útvonalakat. Jelenleg átépítés alatt van, egy multifunkcionális kulturális központot alakítanak ki falai között.
A Via del Corso folytatása déli irányban a Via Ridola, melynek hangulatát impozáns paloták és templomok sora emeli (Palazzo Giuralongo, Palazzo Sorrentino). A Santa Anime del Purgatorio-templom egyike a város legszebb késő barokk épületeinek. A templomot a XIII. Gergely pápa által, 1578-ban a városba telepített Santa Anime del Purgatorio rend szerzetesei építették. A szerzetesek kezdetben a Sasso Caveosóban álló San Giovanni da Matera-templomot használták, majd 1644-ben egy új istenháza megépítése mellett döntöttek. Az első templom amit megépítettek a Santa Chiara volt, amit aztán a klarissza apácák vettek birtokukba. A klarisszák egykori kolostorában kapott helyet a Domenico Ridola Régészeti Múzeum (Museo Archeologico Domenico Ridola). A Purgatorio-templomot 1726–1747 között építették Giuseppe Fatone andriai építész tervei alapján, a lakosság hathatós pénzügyi támogatásával. A késő barokkos vonalvezetésű főhomlokzatot Vitantonio Buonvino építette. A portál timpanonját morbid figurák, csontvázak díszítik, melyek egy kárhozott lelket fognak közre, a halál szimbólumát. A főhomlokzat felső részének aediculájában egy Madonnát ábrázoló szobor áll, melyet Szent Mihály és Rafael arkangyalok szobra vesz közre. A templombelső érdekessége a festett panelekkel díszített nyolcszögletű kupola. A főoltárban őrzik Materai Szent János, Szent Callixtus és Szent Prosperus ereklyéit.
A Via Ridola másik érdekes épülete a Palazzo Lanfranchi, amelynek építését Giovanni De Rossi materai érsek rendelte el 1606-ban. Az építkezés azonban csak 1652-ben indult, amikor Giovan Battista Spinola püspök elrendelte a telken álló karmelita rendház lebontását. Az épület végül Vincenzo Lanfranchi püspöksége idején épült meg, akit a spanyol király kinevezett főinkvizítornak a Nápolyi Királyságba. Az épület 1668-ra készült el. Az épület jellegzetessége az aszimmetrikus főhomlokzat. A palotarész bejáratához néhány lépcső visz, a palotakápolna bejárata azonban az utca szintjén van. A második emeletet vakablakok díszítik. A kápolna rózsaablaka a földszint és az első emelet között van. A leccei barokk stílusában megépült épület ismertetőjegye a tetején álló óra. Az épület ma a Közép- és Modernkori Művészetek Múzeumának (Museo Nazionale d'Arte Medievale e Moderna) ad otthont.
A palota szomszédságában áll a Santa Maria del Carmine-templom, amely 1608 és 1610 között épült. Az egyhajós templomban számos kegytárgyat és műtárgyat mentettek át a sassik leromlott állapotú templomaiból, mint például a polikróm mozaikokkal díszített oltárt a Sant'Angelo di Montescagliosóból vagy a Madonna a gyermekkel oltárt a Santa Maria de'Armenis templomból. A templom további érdekessége De Quercis püspök 1530-ban készült szarkofágja. A nemrég restaurált templomot ma koncertteremként használják.

### Sassi di Matera
A materai barlanglakások kialakítása és lakhatóvá tétele az évszázadok során jelentősen változott. Az első lakosok a karsztfelszín természetes barlangjaiban telepedtek meg. A következő fázisban elzárták a barlangok bejáratát, illetve véséssel kibővítették azokat, elsősorban hosszanti irányban. A lakótér kibővítését nemcsak a barlang bővítésével érték el, hanem a bejárat elé szobákat, előszobákat építettek kőből. Az ilyen típusú lakások neve lamione. A barlanglakásokat rendszerint dőlve vájták, annak érdekében, hogy a bejáraton át beszűrődő napfény annak legmélyebb pontjait is elérje. A barlanglakásokat gyakran egymás tetejére építették, ezeket labirintusszerű lépcsősorok és utcácskák kötötték össze.
A lakások vízellátását az úgynevezett palombarók biztosították. Ezek vájt, körte alakú gyűjtőmedencék voltak, melyeket több rétegben vízszigeteltek, és amelyek vizét földalatti források, kutak biztosították, vagy pedig az esővizet gyűjtötték össze bennük. A legnagyobb palombaro a mai Piazza Vittorio Veneto alatt épült fel. A tufába vájt tartály mennyezetét masszív oszlopok tartják, melyek magassága eléri a 15 métert. A falak vízszigetelését háromrétegű habarccsal, úgynevezett cocciopestóval oldották meg. Az egyes lakásoknak saját vízgyűjtője volt, illetve több esetben az udvarokba tömörülő lakások használtak egy közöset.
A különböző háztípusok elnevezései:
- lamia vagy lamione – hosszú barlang, amely elé kőből előszobát vagy szobát építettek,
- jazzo – egy központi udvar körül vájt barlanglakások,
- vicinato – félkörben elhelyezkedő lakások, melyek egy közös vízgyűjtőt (palombaro) használtak,
- case a corte – a jazzo fejlettebb változata, néhol emeletes házakkal,
- case palaziate – egymásra épült barlanglakások, melyeket lépcsők kötöttek össze (többemeletes palotákhoz hasonlítanak).

A materai sassik területén a következő épületek állnak:
- 60 barlangtemplom,
- 20 épített templom,
- 3012 lakás, amelyből:
  - 665 barlanglakás, melyek bejárata az utca szintje alatt van,
  - 1672 barlanglakás, melyek bejárata az utca szintjén van,
  - 362 már meglévő lakásra épült barlanglakás,
  - 307 egyemeletes ház,
  - 8 kétemeletes ház,
  - 1645 kezdetleges barlanglakás.

A sassik kiürítésekor ezekben az épületekben összesen 18 000-en laktak.

#### Cività

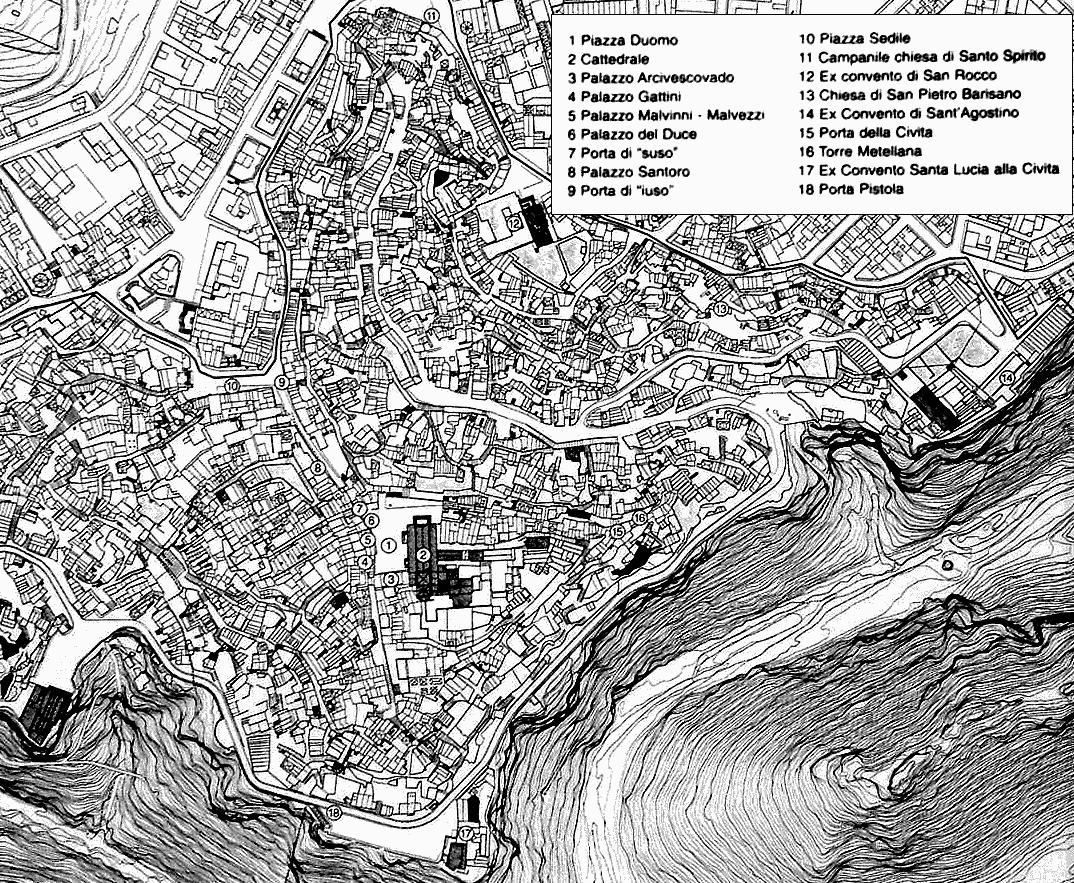
A sassik térképe

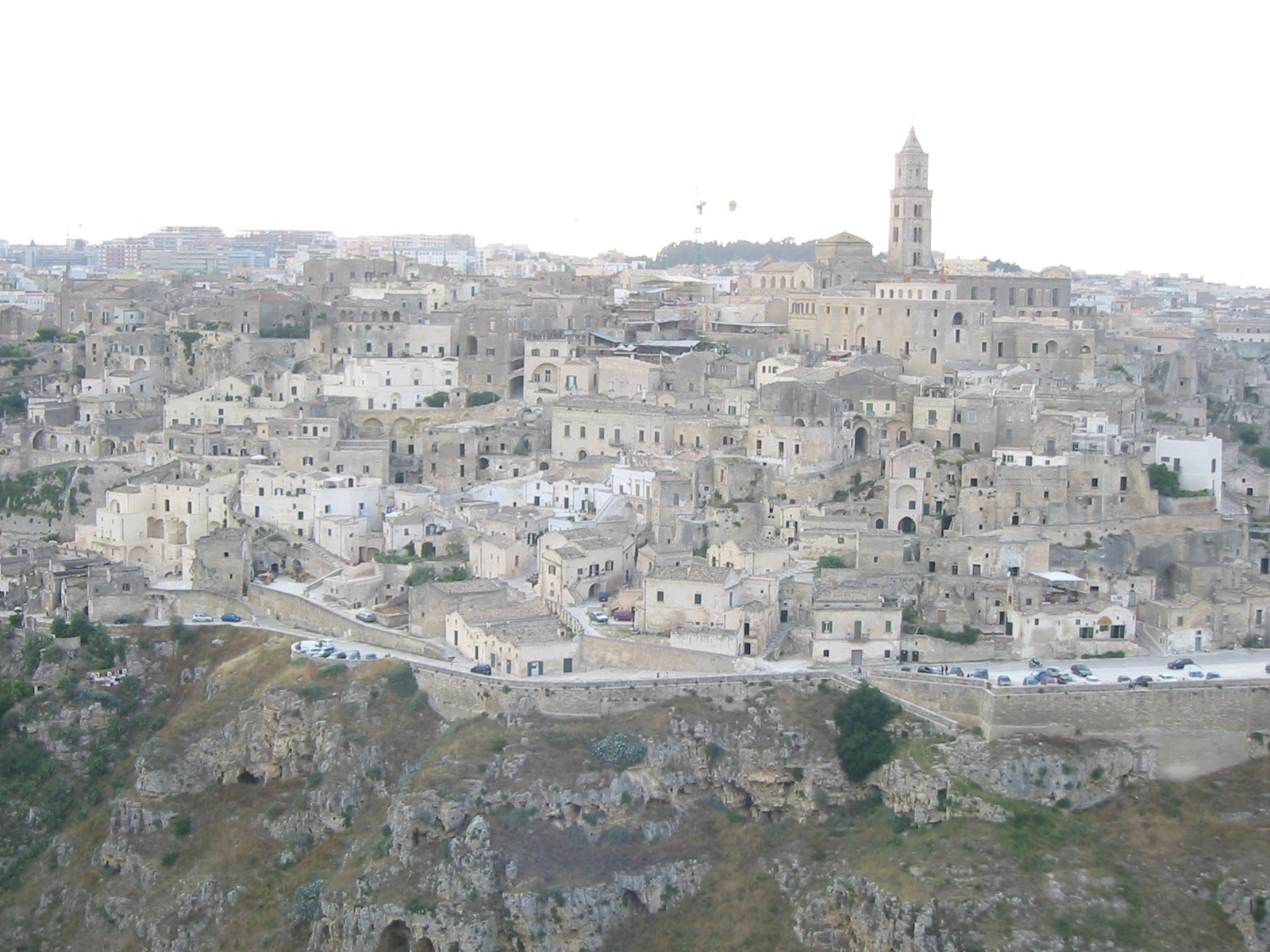
A Cività látképe

Elnevezése a latin civitas szóból ered, melynek jelentése város. A Cività volt tulajdonképpen a középkori város magja, központjában a Piazza Duomóval. A 16. század végéig falak vették körbe, és földrajzi helyzete miatt erődítmény jellege volt. Egy piramis alakú magaslatra épült, melyet a Gravina di Matera és kis patakok szurdokvölgyei határoltak. Ez utóbbiak választották el a város többi negyedétől. A város legmagasabb pontján a dóm áll, amely körül alakult ki a kis Rione Castelvecchio nevet viselő negyed. Itt állnak a város legszebb nemesi palotái. Az egykori városfal maradványa néhány őrtorony (Metellana, Quadra, Capone). A dóm előtti téren végzett régészeti feltárások tanúságai szerint a területet már a 9. században lakták. Főutcája a Via Duomo, mely nyugat-kelet irányban húzódik.
A városrész másik fontos tere a Piazza Sedile. A tér legjelentősebb épülete a névadó Palazzo Sedile (Elöljárói palota). 1540-ben épült Giovanni Michele Saraceno érsek parancsára a városi elöljáróság számára. Az 1779-ben átalakították, ekkor nyerte el mai formáját, illetve ekkor épült meg a homlokzatát díszítő monumentális barokk portál, melynek timpanonját Szent Eustachius és a Madonna della Bruna szobrai díszítik. A portál két oldalán két-két fülkében a négy fő erény allegorikus szobrai láthatók: igazságosság, bölcsesség, lelki erő és mértékletesség. A palota 1944-ig őrizte meg eredeti funkcióját, utána az Egidio Romualdo Duni Zenekonzervatórium épülete lett. A palotától jobbra áll a Palazzo del Governatore, az egykori kormányzó palotája, amikor Matera Basilicata székhelye volt. A tér másik figyelemreméltó palotája a Palazzo Bronzini, amely az 1800-as évek végén épült késő barokk stílusban a Bronzini nemesi család számára. Ma a városi örökség megőrzését felügyelő hivatalok székelnek benne. A térről induló Via Pennino mentén további nemesi paloták állnak: Palazzo Giudicepietro, Palazzo Alvino-Cippola valamint a Palazzo Firrao, amelyben 1806-ban megszállt Bonaparte József, Materában tett látogatásakor.
A Via Pennino a Piazza San Francescóba torkollik, melyet a San Francesco d’Assisi-templom késő barokk stílusú épülettömbje ural. A templomot az írásos feljegyzések szerint a 13. században alapították III. Honorius pápa megbízásából. Az építkezés 1250–1300 között zajlott, ekkor épült fel a hozzátartozó kolostorépület is. A 15–16. században kibővítették és megépítették az oldalkápolnákat. 1670-ben barokk külsőt kapott Vito Valentino és Tommaso Pennetta tervei alapján, majd 1751–52-ben Carlo Casino di Milano teljesen átszervezte a belsőjét. Belsőjének érdekességei a freskók, melyeket ismeretlen, valószínűleg ferences szerzetesek festettek. A templom alatt a Santi Pietro e Paolo-barlangtemplom található, ami az egyik bal oldali oldalkápolnából közelíthető meg. Ennek érdekessége egy falfestmény, amely valószínűleg II. Orbán pápa 1093-as materai látogatását ábrázolja. 1809-ben a kolostort a helyi csendőrség vette birtokába, majd 1935–36-ban elbontották, így ma az egykori komplexumból csak a templom áll. A templom környékét a kovácsok negyedének nevezték, a központjában egy kis terecske áll, amely alatt az 1981-es városrendezési munkálatok során vaskorszaki nekropoliszokra bukkantak.
A Cività központja a Piazza Duomo. A város legmagasabb pontján épült, a Palazzo Malvinni Malvezzi és Palazzo Gattini, illetve a dóm monumentális tömbje határolja, amely a város szinte minden pontjáról látható. A materai dóm a 13. században épült apuliai román stílusban. A nyugati homlokzatát egy hatalmas rózsaablak díszíti, melyet angyalok szobrai tartanak. A kosárfonásos díszítésű főbejáratot a Madonna a gyermek Jézussal, Szent Péter és Szent Pál társaságában szoborcsoportja ékesíti. A déli oldal jellegzetessége egy hatalmas ablak. A déli oldal nyugati kapuját szerzetesek szobrai díszítik, valamint egy Ábrahám felirat. A keleti kapu jellegzetessége két oroszlánszobor, innen származik a neve is: Porta dei Leoni. A latinkereszt alakú templombelső a lombardiai bazilikák kialakítására hasonlít. A hajókat vaskos oszlopok tartják, egyeseket a közeli Metapontumból szállítottak át ide. Az első északi kápolnában áll a dóm legszebb oltára, a 13. századi, bizánci stílusban készült Madonna a gyermekkel. A Capella dell’Annunziata gazdag díszítései a 16. században készültek, az itt látható szobrot a híres materai szobrász, Altobello Persio faragta. Az északi hajóban további Persio szobrok állnak. Különlegessége a dómnak az egyik kápolnában berendezett állandó betlehemes, melyek alakjait 1534-ben Persio illetve Sannazaro d’Alessandro faragta. A kórus 15. századi padjait Giovanni Tantino Ariano Irpinóból származó asztalos készítette. A kórus felett egy kora 17. századi freskó látható, amely a velencei iskola jegyeit mutatja. A harmadik déli oltár a lengyel Sebastiano Majeski alkotása 1632-ből. A Cappella dell’Annunziata mellett egy szűk folyosón keresztül lehet elérni a kis Santa Maria di Constantinopoli-templomot, melynek érdekessége egy 13. századi dombormű, ami a Madonna della Bruna felvonulást ábrázolja.
A Piazza Duomón áll az 1223-ban készült érseki palota (Palazzo Arcivescovile). Fő látnivalója a tanácsterem, melyet az érsekek 18. századi festményei díszítenek. A katedrális közelében áll a Torre Metellana, egyike azon középkori tornyoknak, amelyek az 1500-as évekig a Cività védelmét szolgálták. A helyi legendák szerint a tornyot Quintus Caecilius Metellus római konzul építtette. Innen származik elnevezése is.
A Cività keleti oldalát a Via Madonna della Virtù alkotja, melyről kiváló panoráma nyílik a Gravina di Matera szurdokvölgyére. Az útszakasz egyik kiszélesedésénél áll a névadó Santa Maria della Madonna della Virtù-barlangtemplom. A templom a 13. század elején épült. A század második felében a szerzetesek átköltöztek egy másik templomba, ezt pedig szálláshelyként tartották fenn zarándokok számára. A háromhajós templomot a 17. században vették ismét használatba és újították fel. Ekkor készült el a négy hatalmas oszlop által tartott bejárat, valamint az apszist díszítő freskó, mely a keresztre feszítést ábrázolja. 1934-ben a városi felújítási program keretében a bal oldali oldalhajó felét lebontották a templom mellett haladó út kiszélesítése érdekében. Ekkor szűnt meg a bejárat is a templom alatti kriptákba. A templom felett található a San Nicola dei Greci-barlangtemplom, ami a 10–11. században épült. 1956-ban derült fény eredeti rendeltetésére, amikor az itt lakó család elköltözött. A templom falait 14–15. századi falfestmények díszítik.
A Cività déli határán, az egykori Porta Postergola közelében áll a Santa Lucia e Agata alla Cività-kolostor, melyet 1208-ban alapítottak a Santa Lucia alla Malve-rend apácái. Miután a rend hatalmas kiterjedésű területekhez jutott Pugliában, elkezdték a komplexum bővítését, melybe 1632-ben a városkaput is beolvasztották. A 18. század járványait követően a rend átköltözött a sokkal higiénikusabb Via Corsóra. Az egykori cellákat és egyéb helységeket lakásokká alakították át, úgyszintén a kolostorhoz tartozó templomot.

#### Sasso Barisano

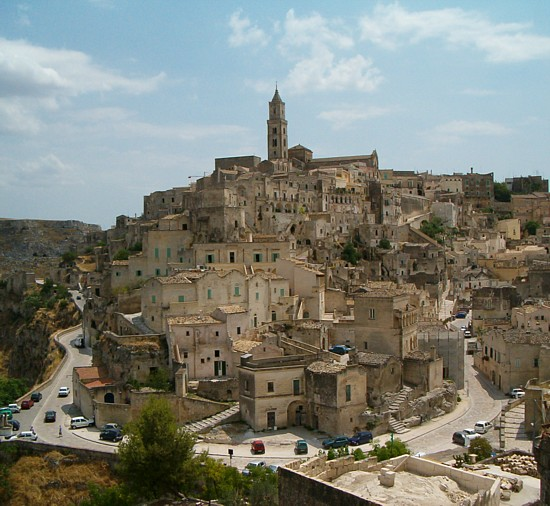
A Sasso Barisano látképe

A Sasso Barisano nevének eredete bizonytalan. Több hipotézis létezik eredetére. Egyes feltételezések szerint Bari városa után kapta nevet. Egy másik feltételezés a római Varisius nemzetségből származtatja a nevet, míg létezik olyan elmélet is, miszerint neve a vòrja szóból ered, ami a bóra helyi megnevezése. A Sasso Barisano Civitától északra fekszik. Központja a Piazza San Pietro Barisano. Északnyugaton a Via San Biagio határolja, keleten pedig a Gravina di Matera szurdokvölgye. Főutcája a Via Fiorentini, amely egy kis patak (grabiglione) befedésével jött létre.
A San Giovanni Battista-templom a Via San Biagio egyik kiszélesedő részén (piazetta) áll. Korábban Santa Maria La Nova illetve Santa Maria delle Nove ai Foggiali néven volt ismert. 1233-ban épült meg a Sasso Caveosóban megtelepedő bencés szerzetesek számára. 1480-ban a szerzetesek áttelepültek a dóm környékére, így a templom használaton kívül került. 1695-ben vette át a San Giovanni Battista egyházközség és újíttatta fel. A templom román stílusban épült, homlokzatát faragott portál díszíti (amely már a leccei barokk stílusjegyeit viseli magán), efölött kis beugróban egy Madonna-szobor áll. A főhomlokzatot, a főbejárattól jobbra és balra, két-két vakárkád díszíti. A háromhajós templom érdekessége egy 15. századi freskó (Madonna delle Neve), amit Altobello Persiónak tulajdonítanak, illetve a 19. századi keresztelőkápolna. A szószék egyik felirata tanúskodik róla, hogy itt ölték meg 1514. december 29-én Tramontano grófját.
A San Rocco-templom a San Giovanni Battistával átellenben áll. A most látható templom elődje egy 1348-ban épült kis kápolna volt, melyet Szent Rókus tiszteletére emeltek köszönetképpen, hogy elűzte a várost sújtó járványt. 1604-ben ferences szerzetesek szerezték meg, és hozzáláttak a ma is látható templom építéséhez. A templom átépítése 1703-ra fejeződött be. A későbbiekben kórházként működött, jelenleg pedig a Basilicatai Egyetem használja. A kéthajós templom főhomlokzatát a 19. században építették át. A belső díszítéseiből fennmaradt kilenc 17–18. századi oltár.
A San Biagio-templom egy kis mellékutcában, a Via Stiglianin áll. A Szent Balázs tiszteletére épült templom egy egykori városkapu helyén épült fel 1642-ben. A kis templom főhomlokzatát két karcsú harangtorony díszíti, valamint egy faragott keretes ablak a bejárat felett. A templom napjainkban használaton kívül van. Ugyanezen utca végében áll egy monumentális szökőkút, melyet 1832-ben II. Ferdinánd parancsára építettek a Piazza Vittorio Venetóra, majd 1959-ben áthelyezték jelenlegi helyére.
A San Francesco di Paola-templom 1774-ben épült a Paolai Szent Ferenc által alapított minimita rend számára, akiknek korábbi temploma, a Santa Maria de’Armenis, a felszivárgó talajvíz miatt használhatatlanná vált. A templom lassan épült, a 19. századra lett kész. Az oldalfalak freskóit 1930-ban Salvatore Cozzolini festette.
A San Guglielmo-templomot 1592-ben alapították egy helyi egyesület tagjai, eredetileg Santa Maria delle Grazie néven. Az épület 1616-ra épült fel. 1734-ben egy földrengés erősen megrongálta a templom szerkezetét, így annak lebontása és egy új istenháza megépítése mellett döntöttek. Ez látható napjainkban is. Az egyhajós templomot egy félgömb alakú kupola koronázza meg. Freskói a 18. századból származnak, a tufából faragott oltárokat valószínűleg nápolyi mesterek készítették. A templom alatti kriptát egy falfestmény díszíti, amely Materai Szent Jánost ábrázolja.
A San Pietro de Veteribus egyike a város legrégebbi barlangtemplomainak. Építésének pontos dátuma nem ismert, a homlokzatát díszítő három portál feletti évszám (1755) valószínűleg átépítésének dátumát jelöli. A sassik elhagyásával a templom állaga is romlásnak indult. A restaurálási munkálatokat nemrég kezdték el, ezek során feltártak néhány értékes 17. századi falfestményt, valamint egy Szentháromságot ábrázoló domborművet.
A Via San Giovanni Vecchio 60. szám alatt áll a Parasztváros Múzeum-laboratóriuma (Museo-laboratorio della Cività Contadina). A régi barlanglakásokból kialakított, mintegy 500 m² területű múzeum a sassi lakosainak életkörülményeit mutatja be, bútorokat és különféle egyéb műtárgyakat.
A San Vito dei Lombardi-barlangtemplom a 13. század elején épült. A templom főhomlokzata tulajdonképpen a barlang befalazott bejárata. Mindössze egy kapu és egy kerek ablak díszíti. Főoltárát Szent Vitus domborműve díszíti. Az egyenetlen falak üregeit szentek szobrai díszítik.

#### Sasso Caveoso

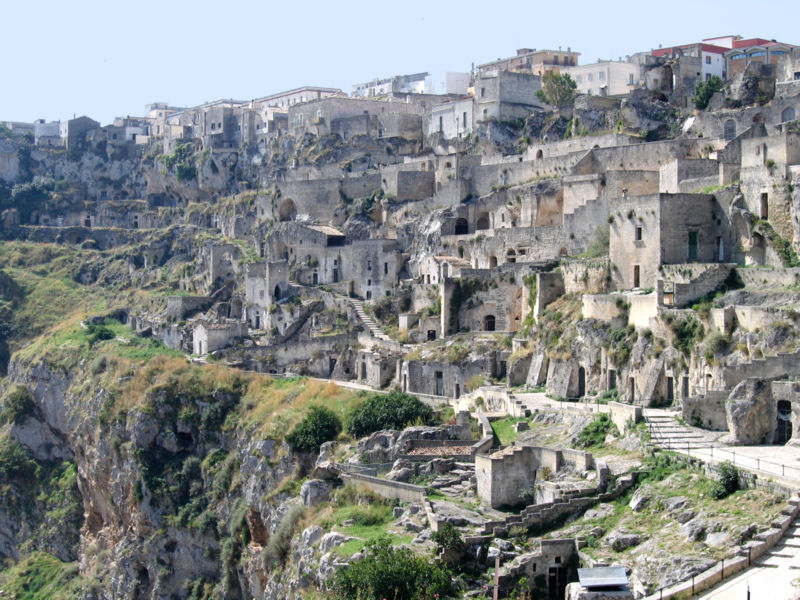
A Sasso Caveoso

A Sasso Caveoso nevének eredete bizonytalan. Három hipotézis létezik magyarázatára. Az első szerint a latin caveosus szóból ered, melynek jelentése üreges, barlangos. A második feltételezés szerint nevét Montescaglioso városa után kapta, amit egy időben Mons Caveosus néven emlegettek. A harmadik hipotézis szerint neve a latin cavea szóból ered, amely a régi római színházak félkörös nézőterének volt a megnevezése. A Sasso Caveoso a Civitàtól délre fekszik, központja a Piazza San Pietro Caveoso. Nyugaton a Via Ridola és a Piazza Pascoli határolja, keleten pedig a Gravina di Matera szurdokvölgye. Főutcája a Via Buozzi, amely egy kis patak (a helyiek ezen kis patakokat grabiglioninak nevezték) befedésével jött létre. A 16. században alakult ki, amikor a Balkán-félszigetről érkező albán és szerbhorvát menekültek települtek le területén. A szerbhorvátokat schiavoninak nevezték, és ez a megnevezés az évszázadok során családnévvé alakult. A Sasso Caveosóban láthatók a legkezdetlegesebb barlanglakások.
A Sasso Caveosót keleten a Via Madonna della Virtù határolja, amelynek egyik kiszögelésében áll a sasso legnagyobb köztere, a Piazza San Pietro Caveoso. A tér mai arculatát a 20. század elején elvégzett városrendezési munkálatok után nyerte. Ekkor bontották el a déli oldalán álló házsort, amire ma egy vakárkádos fal emlékeztet. A tér fő látnivalója a névadó San Pietro Caveoso-templom, amely az 1300-as években épült. A 17. században kibővítették és megépítették oldalkápolnáit valamint a harangtornyát. 1752-ben új freskókkal gazdagodott és ekkor építették át a sekrestyéjét is. A 18. században készült el a mennyezetfreskó, tele növényi- és vallási motívumokkal. Az egyszerű barokk homlokzaton három bejárat áll. A középső feletti fülkében egy Madonna-szobor látható, míg a két szélsőben Szent Péter és Szent Pál szobrai. A háromhajós templombelsőt 1947–1948 között módosították utoljára, ekkor bontották el az oldalkápolnákat, helyet adva az új oratóriumnak. A templom freskóit Alessandro Fracazano, Aurelio Persio és Altobello Persio alkották meg. A faintarziás díszítésű főoltárba vannak beépítve a templom legjelentősebb kincsei: Szent Placidus, Szent Ince, Szent Crescenza és Szent Severina ereklyéi, valamint egy ezüst ereklyetartóban Materai Szent János földi maradványai, ezáltal a város egyik legjelentősebb temploma.
A Sasso Caveoso egyik legérdekesebb temploma a Santa Maria de Idris, melyet egy sziklákba (neve Monte Errone) vájtak. A templom nevét illetően két hipotézis létezik: az egyik szerint a bizánci odigitriából ered, melynek jelentése irányt jelző szikla; a másik szerint a víztárolásra alkalmas ókori edény, a hüdria a névadója. A templomnak csak a főhomlokzata épített, többi részét mélyen a sziklába vájták. A templom eredete a 8. századra vezethető vissza, erre utalnak a benne talált pénzérmék, fibulák és egyéb értéktárgyak. Falfestményeinek nagy része a 15–16. században készült, azonban a beszivárgó víz miatt az idők során súlyosan megrongálódtak. A templomot egy kis folyosó köti össze az egykori San Giovanni in Monterrone-barlangtemplommal. A 20. század második felében elvégzett restaurálási munkálatok értékes falfreskókat hoztak felszínre az egykori keresztelőkápolnában, melyek nagy része a 13. századból származik.
A templom közelében, a Via Solitario 11. szám alatt rend behoztak egy barlanglakást, amely a 20. század közepének életkörülményeit hivatott bemutatni a sassókban.
Ugyancsak a Via Solitario mentén áll a 11. század végén épült Santa Lucia alle Malve. A templomot 8. századi bencések által lakott barlanglakások átépítésével alakították ki. A háromhajós templomnak csak a jobb oldali hajóját használták egyházi célokra, míg a központi és bal oldali hajókban laktak a szerzetesek, valamint a raktárak is itt voltak. Hamarosan azonban elhagyták és átalakították lakásokká. A restaurálása során számos érdekes, 13. századi falfestmény is előkerült. A templom feletti teraszon longobárd, sőt bronzkori sírokat is találtak. A templom környékén láthatók a Sasso Caveoso legjobb állapotban megőrzött barlanglakásai: ezt a városrészt Vicinato di Malvénak nevezik. A barlanglakások legtöbbje már a 11. század végén létezett.
A Santa Maria de Armenis-templom első írásos említése 1094-ből származik. Bencések alapították, majd 1640-ben a ferencesek vették át. 1774-ben újjáépítették, de csak rövid ideig használták, és átalakították lakásokká. A háromhajós templom belső dekorációi szinte teljes mértékben elvesztek.

### Barlangtemplomok regionális park

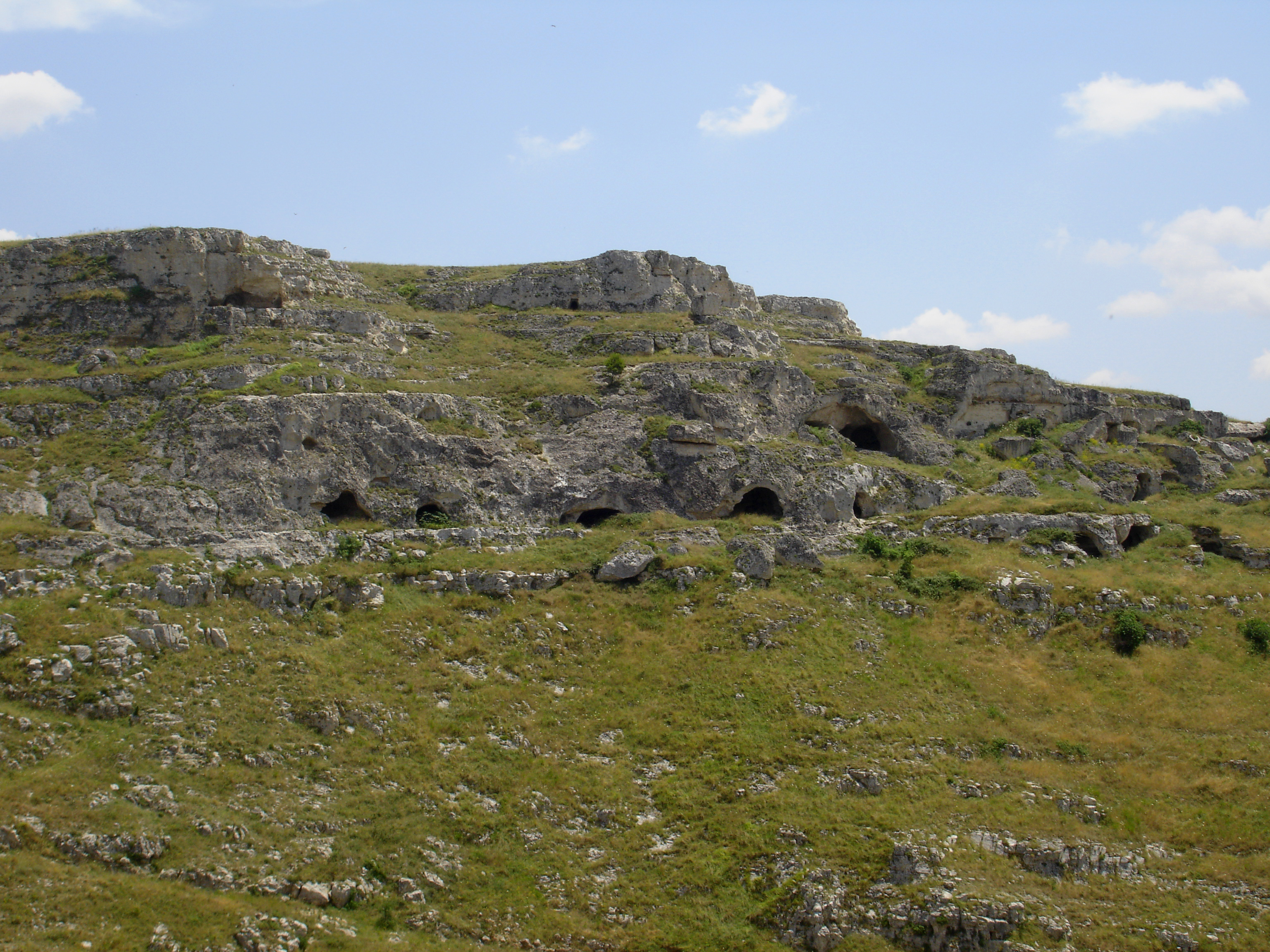
Barlangok a város közelében

A Barlangtemplomok regionális parkot (Parco Regionale delle Chiese Rupestri) 1990-ben alapították azzal a céllal, hogy védelem alá helyezzék a Matera környéki barlangtemplomok régészeti, történelmi és természeti örökségét. A terület két község területét öleli fel: Matera és Montescaglioso. A park felügyelete az egykori Santa Lucia alla Cività templomban székel, hozzá tartozik egy dokumentációs központ valamint egy múzeum. A Murge szívében álló Radogna tanyán rendeztek be egy kiállítást a barlanglakások őskori történetéről. Ez egyben a kiindulópontja a vidéket bejáró sétáknak. A park területén 11 régészeti terület található, 46 barlangtemplom, 5 remetelak, 5 falu, 37 tanya, 21 vidéki palota, 11 akol. Az ezeket összekötő utakat tratturinak nevezik, amelyeket korábban a pásztorok használtak a Murge és a Pollino masszívum legelői közötti vándorlásaik során.
- Murgia Timone – Kis falu, melyet valaha vizesárok vett körül. A 19. század végén fedezték fel, valószínűleg az újkőkorszak végén és bronzkor elején lakták.
- Murgecchia – Az 1960-as években tárták fel. A késő neolitikumban alapított falucskát kettős árokrendszer vette körbe. A feltárt sírok alapján a régészek megállapították, hogy a 11. századig lakták.[44]

### Az új városnegyedek

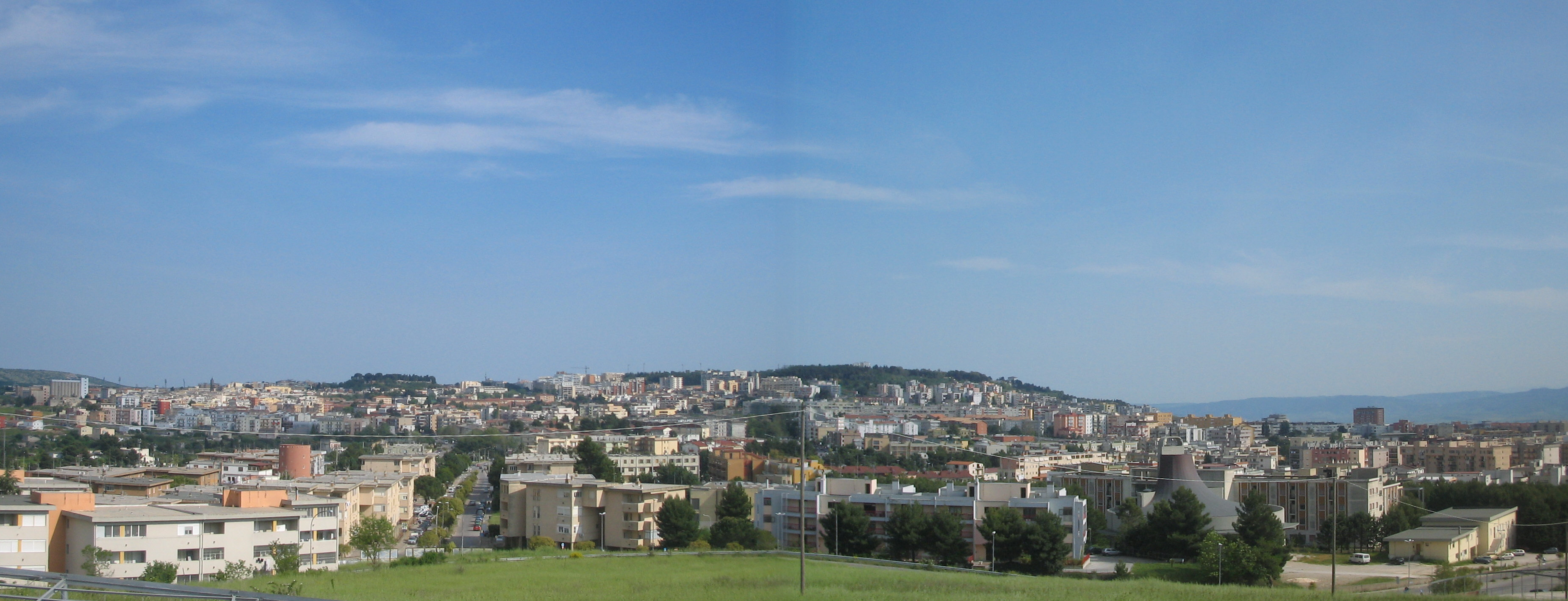
A modern Matera

Matera negyedei az 1952. május 17-én kiadott 619-es számú kormányrendelet következtében alakultak ki, melyben elrendelték a sassik kiürítését, a lakosság áttelepítését. Az új városnegyedek a történelmi központtól nyugatra és északra épültek fel a Piano (jelentése síkság) nevű lapos fennsíkon. Az új negyedeket Olaszország legnevesebb építészei tervezték.
- Rione Serra Venerdi – Luigi Piccinato tervezte. A várostól nyugatra épült fel egy alacsony dombon, számos zöldövezettel, iskolákkal, úszómedencével és egyéb sportlétesítményekkel.
- Borgo La Martella – Ettore Stella, majd halála után Ludovico Quaroni tervei alapján épült fel néhány kilométer távolságra a történelmi belvárostól. A negyed központja egy hatalmas templom. Határán fekszik a materai ipari zóna.
- Rione Spine Bianche – Carlo Aymonimo építész és csapata tervezte, és az olasz racionalizmus és neorealizmus iskolapéldája egyenes vonalvezetésű épületeivel. A központjában áll a X. Piusz pápa emlékére felszentelt templom.
- Rione Villalongo – a történelmi központtól északra épült fel.
- Rione Lanera – A Marcello Fabri által tervezett negyed a történelmi központtól nyugatra épült fel. Központjában emelkedik a Sant’Antonio di Padova-templom. Itt épült fel az első városi kórház is, amelynek épülete napjainkban államigazgatási hivataloknak ad helyet.
- Rione Agna – Kezdetben önálló falu volt a várostól délre, azonban idővel összenőtt vele. Központjában áll a Sant’Agnese és a San Luigi da Montfort templom.
- Rione Piccianello – A stadion közelében felépült lakónegyed, amely egyben a város keleti bejárata. Központjában két szabadtéri piac valamint a Santissima Annunziata-templom áll.
- Borgo Venusio – Az Altamura irányába vezető főút mentén épült fel, néhány kilométer távolságra a történelmi központtól. Itt található a város legnagyobb bevásárlóközpontja.

Az 1970-es évektől kezdődően a lakosság gyors növekedése újabb lakótelepek létesítését követelte meg. A város elsősorban északi és déli irányban bővült, hiszen keleti irányban a Gravina di Matera, nyugaton pedig a dombos vidék akadályozta a továbbterjeszkedést. Ekkor alakultak ki a következő városnegyedek:
- Rione San Giacomo – A város északi részén épült fel. Ez a legnépesebb negyed. Központjában áll a San Giacomo-templom, egy vásártér, valamint egy bevásárlóközpont.
- Rione Serra Rifusa – A város északi vége, az azonos nevű domb lábánál.
- Rione Pini – A város nyugati részén épült ki, közel a történelmi központhoz.
- Matera 2000 – Az 1990-es évek második felében építették a város északi részén. Központjában áll az akvárium, egy park, valamint egy bevásárlóközpont.
- Centro direzionale – A város központjában kialakított üzleti negyed, amely irodáknak, üzleteknek ad otthont.
- Zona 33 di Via La Martella – A város második üzleti negyede, a központtól nyugatra. Jellegzetes épülete a tizenhárom emeletes Grattacielo di Via La Martella irodaház, amely egyben a város legmagasabb épülete.

## Kultúra

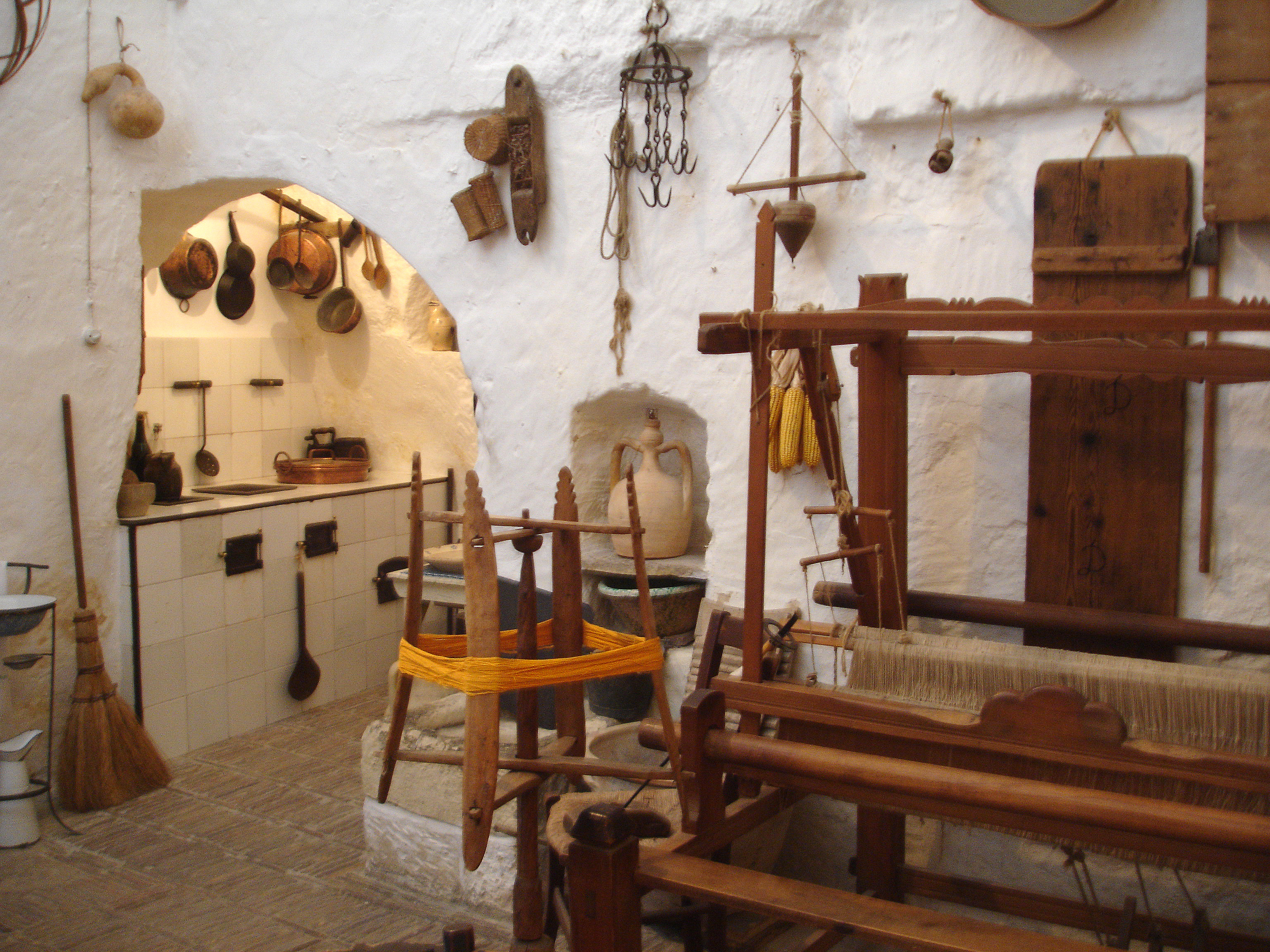
A Casa Grotta Múzeum

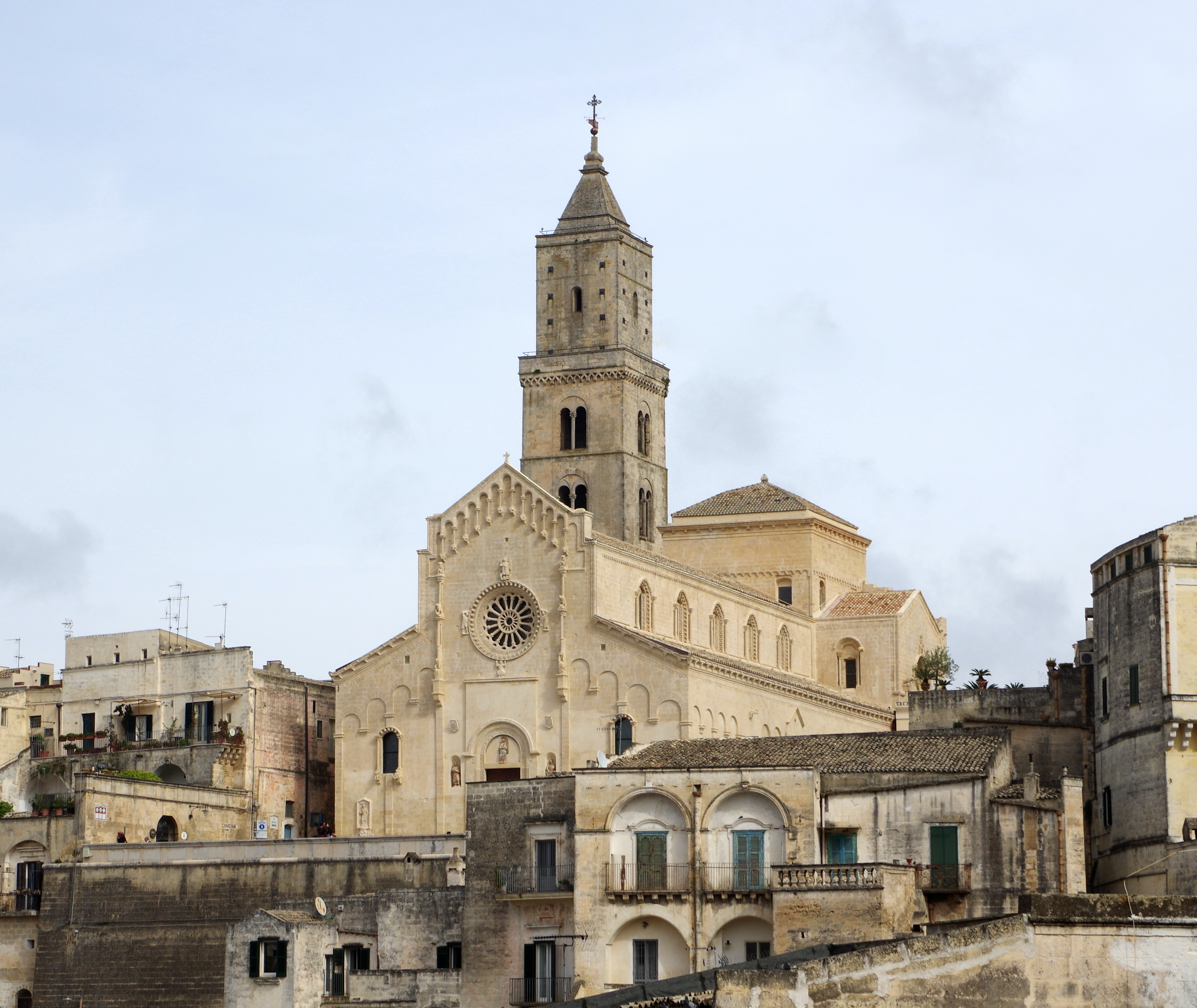
A materai katedrális

### Oktatás
A városban egyetlen felsőoktatási intézmény működik, az Università degli Studi della Basilicata (Basilicatai Tudományegyetem) Építészeti Kara.

### Múzeumok

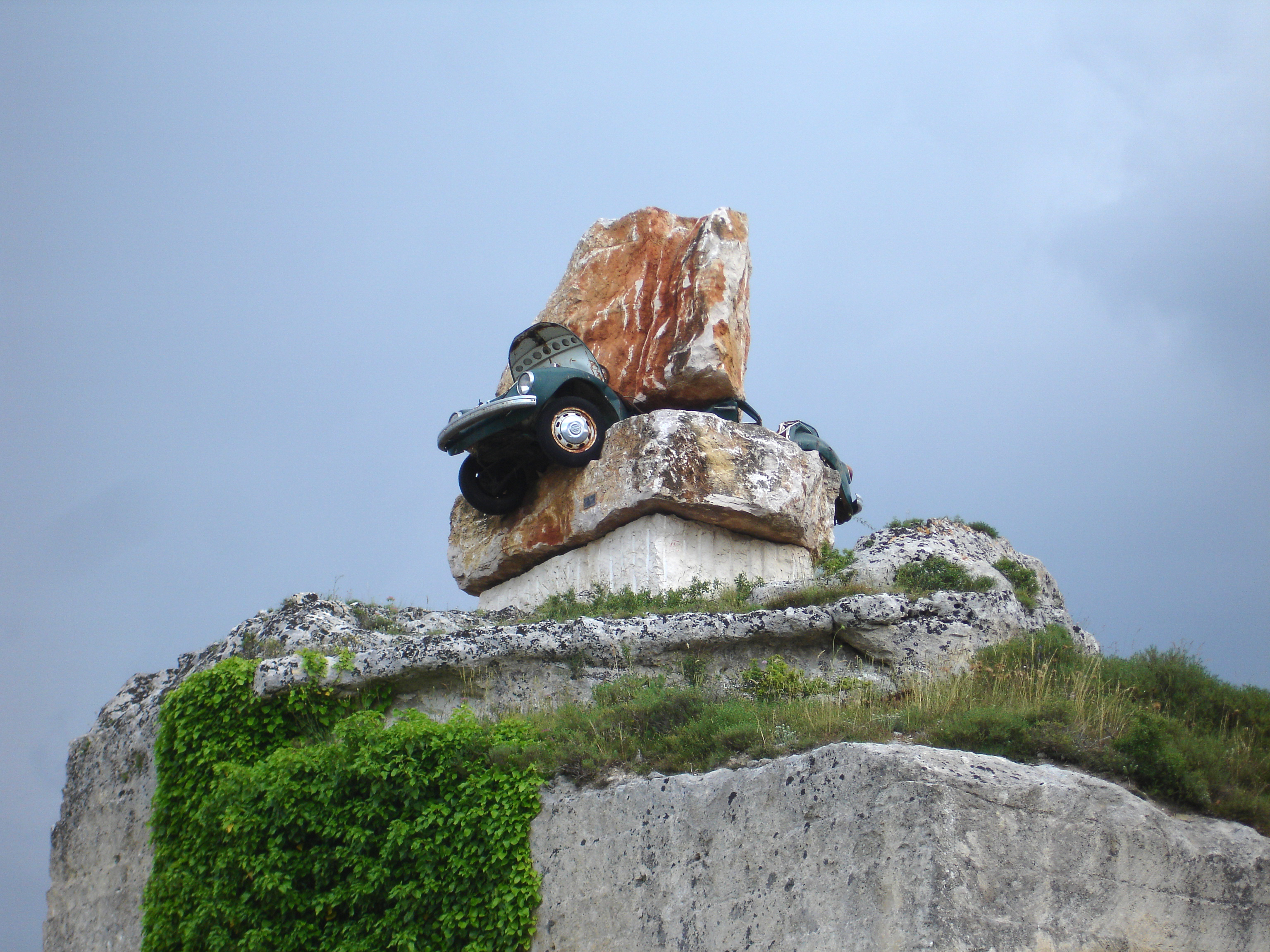
Modern műalkotás a sassikban

- Museo Nazionale Domenico Ridola – A neves materai régész nevét viselő múzeum az ókori Lucania népeinek kultúráját mutatja be.
- Museo Nazionale d'Arte Medievale e Moderna – A Palazzo Lanfranchiban van berendezve. Gyűjteményei: vallási műtárgy gyűjtemény, modern művészeti gyűjtemény, néprajzi gyűjtemény.
- Casa Grotta – Berendezett sassi.
- Museo-laboratorio della Cività Contadina – A sassi lakosainak életét bemutató gyűjtemény.
- MUSMA – Kortárs szoborgyűjtemény.
- Museo della Tortura medievale – Középkori kínzóeszközöket bemutató kiállítás.

Látogatható barlangtemplomok:
- Sasso Caveoso: Santa Maria de Armenis, Santa Lucia alle Malve, San Giovanni in Monterrone, Madonna de Idris, Santa Barbara;
- Cività: Madonna della Virtù, San Nicola dei Greci;
- Sasso Barisano: San Pietro Barisano, San Guglielmo, San Vito dei Lombardi, Sant'Antonio Abbate.

### Vallási élet
Matera a 10. századtól kezdődően püspöki székhely. A 11. században rövid ideig érseki székhely volt, majd 1203-ban egy pápai rendelettel egyesítették az acerenzai érsekséggel. A város védőszentje a Madonna della Bruna valamint Szent Eustachius.

### Hagyományok
A város védőszentjének megünneplését 1389-ben rendelte el VI. Orbán pápa. Az ünneplés központi momentuma egy papírmaséval feldíszített győzelmi szekér lerombolása. Az ünnepség (amit július 2-án tartanak) főbb mozzanatai: a pásztorok felvonulása, akik körbeviszik a városon a Madonna della Bruna szobrot; a késő délutáni kavalkád, amikor a szobrot a katedrálisból átviszik a Santa Annunziata templomba, Picciannellóba. Ezt követően a győzelmi szekér kíséretében a szobrot visszakísérik a katedrálisba, majd annak elhelyezése után késő este a dóm előtti téren összegyűlt lakosság lerombolja a díszes győzelmi szekeret.
A Madonna della Bruna legendája pontosan nem ismert, hiszen szájhagyomány útján terjedt, ezért az évszázadok során jelentős változásokat szenvedett. A legenda szerint egy fiatal lány felkéredzkedett egy materai paraszt szekerére és megkérte, hogy vigye el őt a városba, mert fontos üzenete van a püspök számára. A város szélén, Piccianellóban azonban leugrott a szekérről, és azt mondta a parasztnak, hogy vigye el az üzenetét – miszerint ő a Szentanya – a püspöknek. A püspök és város lakossága kivonult, és azon a helyen, ahol a paraszt magára hagyta az ismeretlen leányt, egy szobor állt, melyet díszes fogaton bevittek a városba. Annak érdekében, hogy a díszes fogat ne kerüljön a vidéket többször is megtámadó szaracén kalózok kezébe, a lakosok saját maguk pusztították el.
A Madonna della Bruna nevének eredetét többféleképpen magyarázzák. Származtatják a bruna szóból, mely a középkorban bátorságot jelentett, mások szerint a júdeai Hebron városának nevéből ered, ahol a Szűzanya megjelent Szent Erzsébetnek. Egy harmadik elmélet szerint a szobor sötét arcszíne után kapta a nevét.
A szent szobrot ma a katedrálisban őrzik egy neki szentelt kápolnában. Ugyancsak a katedrálisban látható egy 12. századi bizánci eredetű freskó, amely a Madonnát ábrázolja.

### Fesztiválok
- Festival Duni, minden év júliusában koncertsorozattal emlékeznek Egidio Romualdo Duni materai zeneszerzőre.
- Women's Fiction Festival, szeptemberben rendezik a női írók rendezvényeit.
- Festival Gezziamoci, dzsesszfesztivál.
- ParcoMurgia Festival, a Parco della Murgia Materana regionális park által szervezett rendezvénysorozat.

### Sajtó
| - A városban működő televíziótársaságok: Televisione Radio del Mezzogiorno Tele Basilicata Matera | - A városban működő rádiótársaságok: Radio Radiosa | - Városi lapok: Il Resto Il Pomeridiano |

## Konyhaművészet

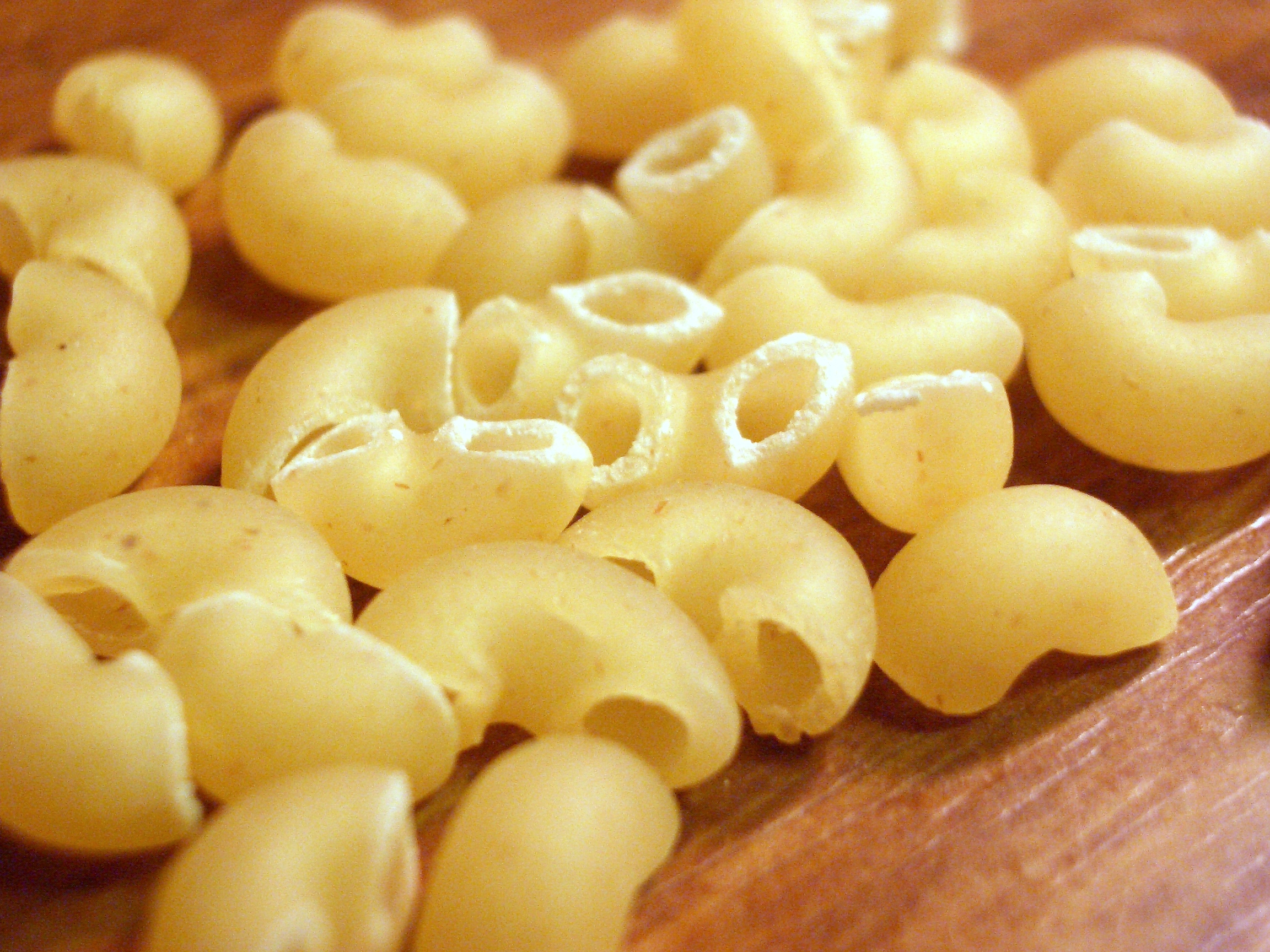
Lumache

A basilicatai konyha jellegzetességei a sajtok (mozzarella, burrino, provola, scamorza) illetve az erősen fűszerezett füstölt szalámi, a lucanica. Az előételek terén a kínálat nem túl gazdag, nincs hagyománya a vidéken. Jellegzetes készítmények a capocollo (gyengén füstölt disznóhús szeletek), valamint a melanzane sott’olio (olívaolajban elkészített padlizsán). Ugyancsak előételként szolgálják fel a Calabriából származó pomodori sott’oliót, ami tulajdonképpen fűszerezett, szárított paradicsom. A főételek közül helyi specialitás az agnello in casseruola, bárányhús burgonya- és hagymakörítéssel. A lumache all’origano főtt csigatészta paradicsomszószban, erősen fűszerezve. A zucca ripena marha- vagy disznóhús paradicsomban kifőzve, sajttal, erősen fűszerezve. A ciamotta Basilicata első számú vegetáriánus étele: burgonya, pepperoni, padlizsán és paradicsom összefőzve. A helyi édességek közül említésre méltó a panzerotti, valamint a torta di formaggi (sajttorta) és a töltött füge, azaz a crucette. A cumpittu szezámmagos nugát.

## Sport
- Football Club Matera – jelenleg a Serie D-ben játszó labdarúgócsapat. A város stadionja a XXI Settembre-Franco Salerno.
- Olimpia Basket Matera – kosárlabda.
- Pallavolo Femminile Matera – négyszeres országos bajnok (1991–92, 1992–93, 1993–94, 1994–95) kézilabdacsapat.
- Iula Team Matera – futsal.
- A.S.D. Pattinomania Matera – jégkorong.
- AICS Matera – vízilabda.
- Sabor Latino Matera – sporttánc.
- Circolo Schermistico Matera – vívás.

## Gazdaság
A 2006. évi statisztikai adatok alapján Matera gazdasága a következőképpen alakult. Az aktív lakosság 18,8%-a dolgozik a primer szektorban: 12%-a mezőgazdaságban, 10,6% a feldolgozóiparban, 8,2%-a az építőiparban. A kereskedelem az aktív lakosság 44%-át foglalkoztatja: 18,7% a kiskereskedelemben, a vendéglátóiparban, a közlekedésben és a kommunikációban, 7,9% a pénzügyi szektorban. A munkanélküliségi ráta 24,7% körül alakul. Az egy főre eső éves átlagjövedelem 15 682,30 euró, szemben az olaszországi 22 386,60 eurós átlaggal.
Matera mezőgazdasági központ, jelentős gabonatermeléssel. A városban több pasta- és kenyérgyár működik. Jelentős bortermelés is van, helyi különlegesség a Matera DOC.

## Közlekedés

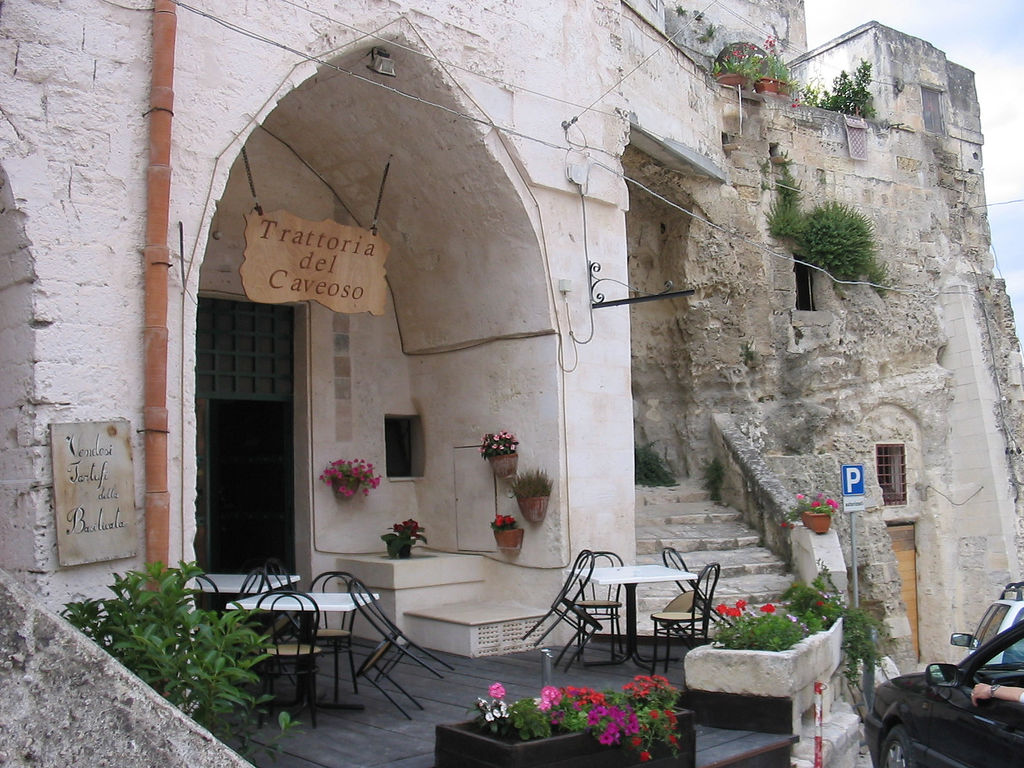
Vendéglő a városban

### Közúti közlekedés
Az Adriai-tenger partja felől az A14-es Bologna-Taranto autópályáról, Bari Nord kijáratnál letérve, a 99-es főúton lehet elérni. A Tirrén-tenger felől az A3-as Salerno-Reggio Calabria autópályáról Sicignano degli Alburninál letérve a 407-es úton lehet elérni. A Tarantói-öböl felől a Metapontumtól kiinduló 655-ös főút vezet a városba.
A Marino társaság által üzemeltetett buszok összeköttetést biztosítanak Matera és Milánó, Ancona, Bologna, Chianciano, Fiuggi, Nápoly, Novara, Parma, Reggio Emilia, Sassuolo és Urbino, valamint számos más kisebb település között. A Marozzi e Liscio társaság buszaival Róma, Firenze, Pisa, Livorno, Pistoia, Prato és Siena érhető el.

### Vasúti közlekedés
Materát Barival a Ferrovie Appulo-Lucane magánvasúttársaság által üzemeltetett keskenynyomtávú vasútvonal köti össze. Az olasz vasúttársaság, a Trenitalia, csak Ferrandináig üzemeltet szerelvényeket, a fennmaradó 30 km-nyi utat busszal kell megtenni. A Ferrandina-Matera vasútvonal építését – mely bekapcsolta volna Materát az országos hálózatba – 1968-ban kezdték el építeni, de a sorozatos pénzügyi problémák miatt a mai napig nem sikerült befejezni.

### Légi közlekedés
A Materához legközelebb eső repülőtér a Bari melletti Karol Wojtyla nemzetközi repülőtér. A basilicatai repülőtér (Pisticci területén) jelenleg felújítás alatt van.

## Híres materaiak
| - Volturnoi Szent Hilár (980–kb. 1045). - Lupus Protospatharius (1030–1102), krónikás. - Materai Szent János (1070–1139). - Alano da Matera (1300), nyelvész, filozófus, asztronómus. - Altobello Persio (1507–1593), szobrász. - Ascanio Persio (1554–1616), filozófus. - Tommaso Stigliani (1573–1651), költő. - Antonio Duni (1700–?), zeneszerző. - Egidio Romualdo Duni (1709–1775), zeneszerző. - Francesco Paolo Volpe (1779–1852), történész. - Cesare Firrao (1806–1878), hadmérnök. - Michele Torraca (1840–1906), politikus. - Francesco Paolo Festa (1840–1909), költő és fényképész. - Domenico Ridola (1841–1932), orvos, történész. - Giuseppe Gattini (1843–1917), történész. | - Antonio Loperfido (1859–1938), földrajztudós. - Raffaele Stella (1861–1938), entomológus, paleontológus. - Gioacchino Cappelluti (1868–1931), iparmágnás. - Eustachio Paolo Lamanna (1885–1967), filozófus. - Francesco D'Alessio (1886–1949), politikus. - Antonio Passarelli (1887–1943), tábornok. - Giuseppe De Robertis (1888–1963), irodalomkritikus. - Michele Bianco (1896–1981), politikus. - Rocco Lazzazzera (1898–1941), író, újságíró. - Ettore Stella (1915–1951), építész. - Elisa Springer (1918–2004), író. - Nicola Morelli (1921–1994), szobrász, színész, író. - Carmelo Francesco Salerno (1925–1998), politikus. - Giovanni Battista Bronzini (1925–2002), antropológus. - Luigi Guerricchio (1932–1996), festő. |

## Matera a mozivásznon
Köszönhetően a környék természeti szépségeinek illetve a sassik középkori hangulatának Matera számos film háttereként szolgált::
| - 1950: Le due sorelle - 1953: La lupa - 1957: Il Conte di Matera - 1961: Éljen Itália! - 1962: A hazugság városa - 1963: Il Demonio - 1963: I basilischi - 1964: Máté evangéliuma - 1965: Olasz furcsaságok - 1967: Hol volt, hol nem volt... - 1972: Fekete Dekameron - 1972: Ne bántsd a kiskacsát! - 1974: Anno uno - 1974: Allonsanfan - 1974: Il tempo dell'inizio | - 1975: Itt kezdődik a kaland - 1979: Krisztus megállt Ebolinál - 1978: Volontari per destinazione ignota - 1980: L'albero di Guernica - 1981: Három fivér - 1985: Dávid király - 1990: Éjszakai nap - 1995: Csillagok embere - 1995: Campet - 1998: Del perduto amore - 1999: Terra bruciata - 2004: A passió - 2004: The big question - 2004: Roba forestiera - 2005: Revelations | - 2005: Mária Magdolna - 2006: A víz mágusa - 2006: Ómen - 2006: Il lato grottesco della vita - 2006: A születés - 2006: Artemisia Sanchez - 2007: Lo stallo - 2007: Pandora szelencéje - 2008: VI. Pál - 2016: Az ifjú messiás - 2016: Ben-Hur - 2017: Wonder Woman - 2021: Nincs idő meghalni |